# Lijst van Londenaren
Deze lijst van Londenaren betreft bekende personen die in de Britse hoofdstad Londen zijn geboren.

## A
- Diane Abbott (1953), politica

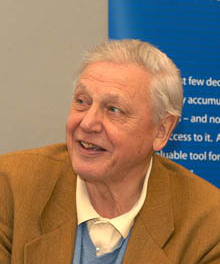
Natuurdocumentaire maker David Attenborough (1926)

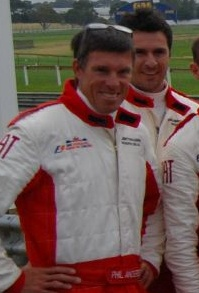
Wielrenner Phil Anderson

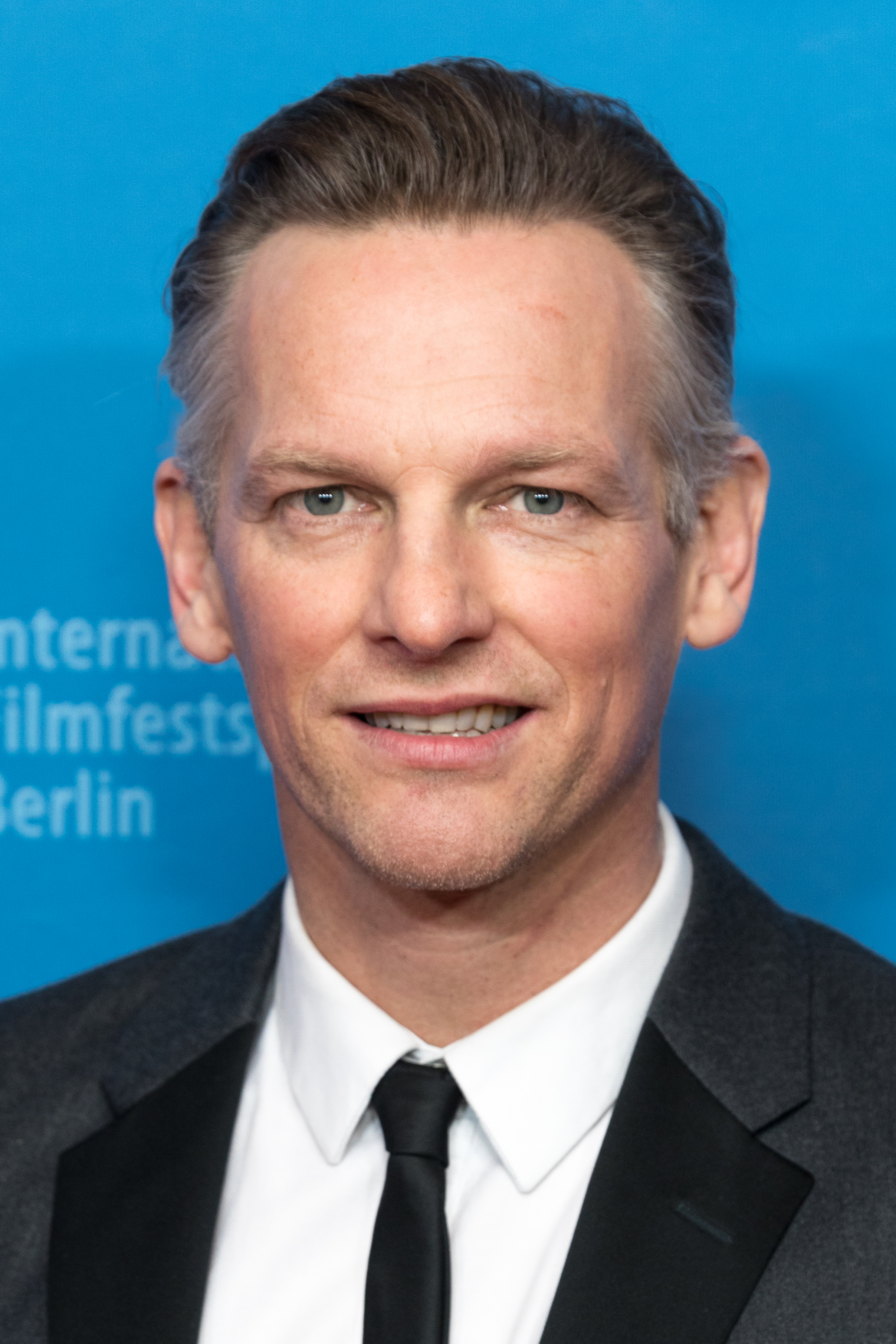
acteur Barry Atsma geboren in Londen

- Tony Abbott (1957), Australisch politicus
- Maryam d'Abo (1960), actrice
- Olivia d'Abo (1969), actrice, zangeres en songwriter
- Adwoa Aboah (1992), model
- Andy Abraham (1964), zanger
- Louisa Adams (1775-1852), Amerikaans presidentsvrouw
- Martin Adams (1956), darter
- Tony Adams (1966), voetballer
- Cynthia Addai-Robinson (1985), Amerikaans actrice
- Adele Adkins (1988), zangeres
- Edgar Douglas Adrian (1889-1977), elektrofysioloog en Nobelprijswinnaar (1932)
- Freema Agyeman (1979), actrice
- Damon Albarn (1968), zanger
- Harold Alexander (1891-1969), maarschalk
- Roger Allam (1953), acteur
- Lily Allen (1985), zangeres
- Edward Alleyn (1566-1626), acteur
- Sone Aluko (1989), Nigeriaans voetballer
- Harry Amass (2007), voetballer
- Aml Ameen (1985), acteur
- Bob Anderson (1931-1967), autocoureur
- Phil Anderson (1958), Australisch wielrenner
- Sylvia Anderson (1927-2016), stemactrice
- Peter Andre (1973), zanger
- Anthony Andrews (1948), acteur
- Chris Andrews (1942), zanger
- Peggy Ashcroft (1907-1991), actrice
- Jane Asher (1946), actrice en schrijfster
- Antoinette d'Aspremont Lynden (1949), hoogleraar en econome
- Anthony Asquith (1902-1968), filmregisseur
- M.J. Arlidge (1974), schrijver
- Eileen Atkins (1934), actrice en scenarioschrijfster
- Robert James Atkins (1946), politicus
- Barry Atsma (1972), Nederlands acteur
- David Attenborough (1926), maker van natuurdocumentaires
- Alfred Ayer (1910-1989), filosoof

## B

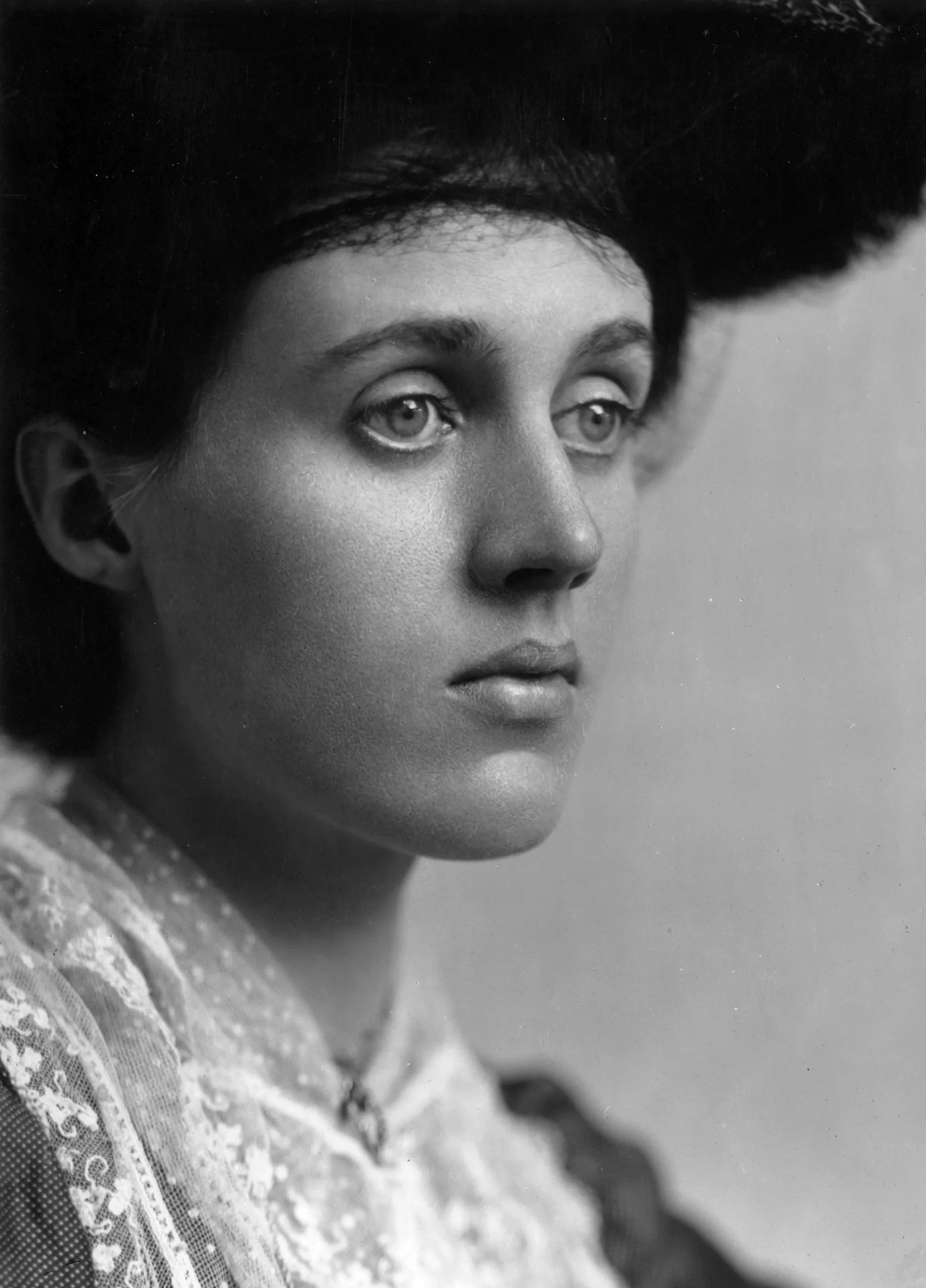
Kunstschilderes en binnenhuisarchitecte Vanessa Bell (1879-1961)

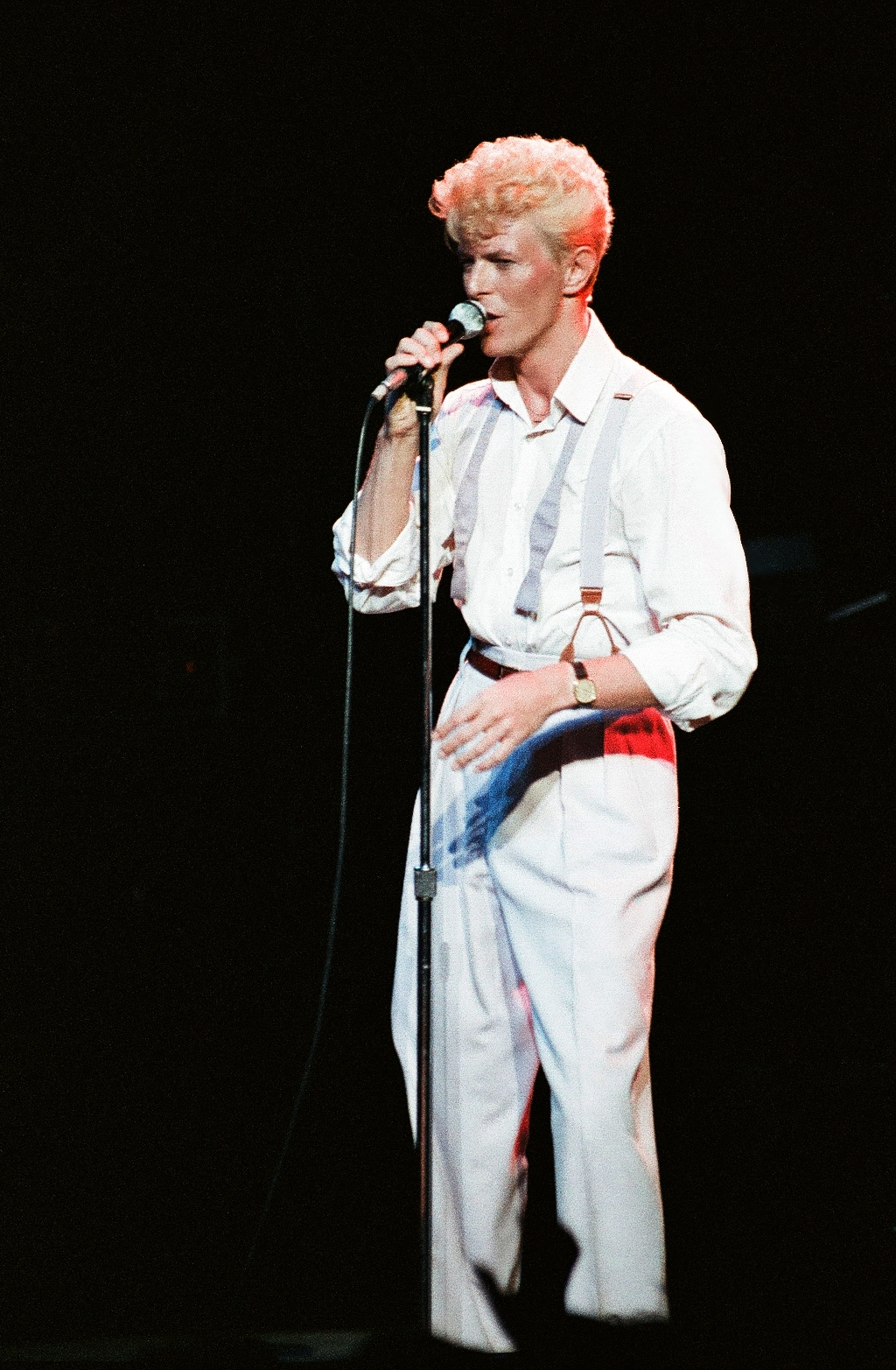
Popartiest, acteur en kunstenaar David Bowie (1947-2016)

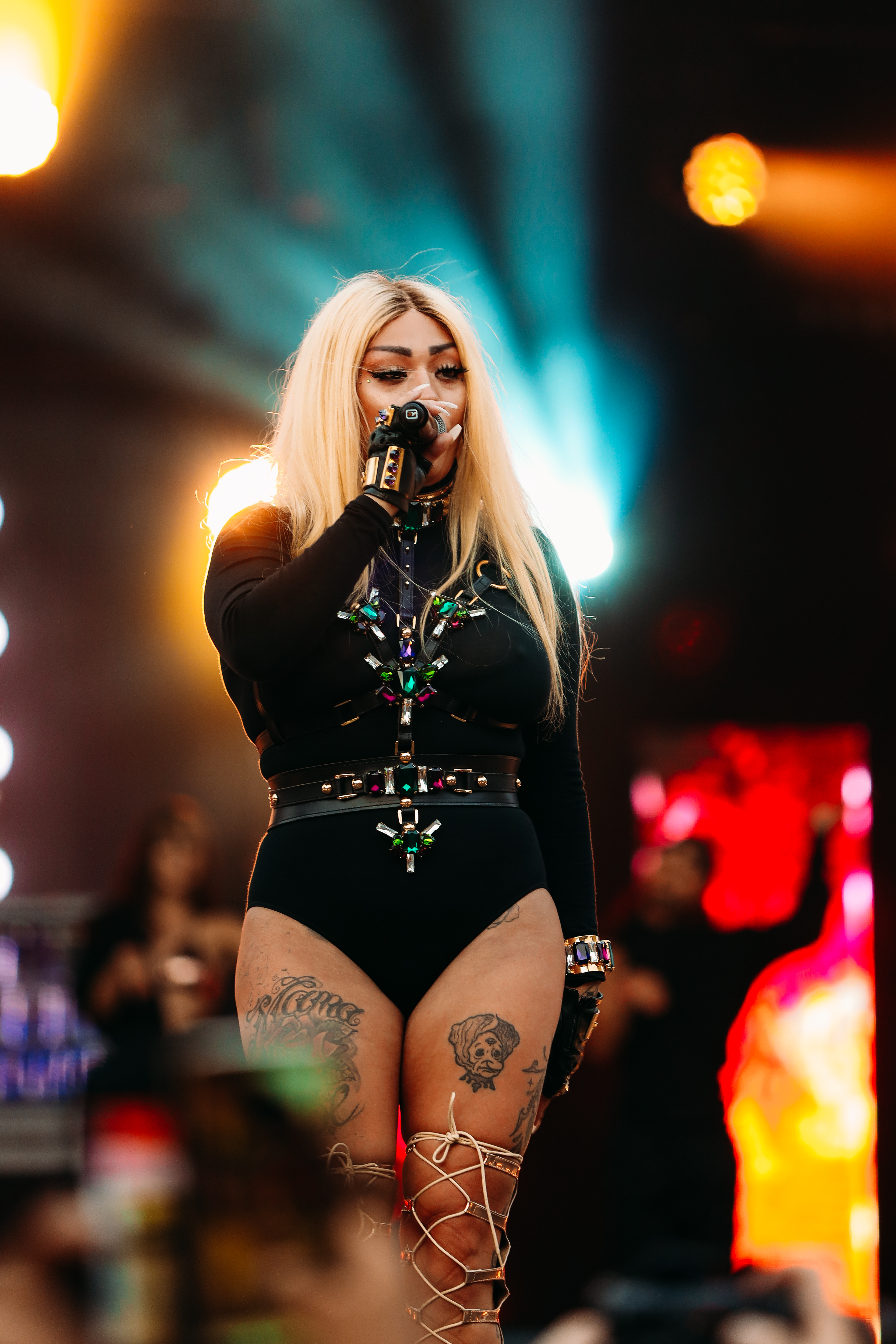
Sugababes zangeres Mutya Buena (1985)

- William Babell (1690-1723), componist
- Steve Backley (1969), speerwerper
- Francis Bacon (1561-1626), filosoof en staatsman
- Lilian Baels (1916-2002), Belgisch prinses
- William Baffin (ca.1584-1622), zeevaarder en cartograaf
- Roy Thomas Baker (1946-2025), muziekproducent
- Long John Baldry (1941-2005), musicus, zanger
- Roger Bannister (1929-2018), atleet en neuroloog
- Peter Bardens (1945-2002), toetsenist
- Sacha Baron Cohen (1971), komiek
- Mischa Barton (1986), actrice
- Martin Bashir (1963), journalist
- Michael Basman (1946-2022), schaker
- Gerard Batten (1954), politicus
- Trevor Baylis (1937-2018), uitvinder, stuntman en zwemkampioen
- Abraham Beame (1906-2001), Amerikaans Democratisch politicus; burgemeester van New York 1974-1977
- Thomas Becket (ca.1118/20-1170), aartsbisschop van Canterbury
- David Beckham (1975), voetballer
- Kate Beckinsale (1973), actrice
- Frederick Beechey (1796-1856), geograaf en marineofficier
- Vanessa Bell (1879-1961), kunstschilderes, binnenhuisarchitecte (Bloomsburygroep) en zus van Virginia Woolf
- Antoinette van Belle (1964), Nederlands actrice
- Benga (1986), muziekproducent
- Peter Benenson (1921-2005), jurist en oprichter van de mensenrechtenorganisatie Amnesty International
- William Bennett (1936-2022), fluitist
- John Berger (1926-2017), schrijver, dichter, criticus, essayist, schilder en (sociologisch) denker
- Louis de Bernières (1954), romanschrijver
- Marina Berti (1924-2002), Italiaans actrice
- Annie Besant (1847-1933), feministe, theosoof
- John Betjeman (1906-1984), dichter en literatuurcriticus; Poet Laureate (1972-1984)
- Paul Bettany (1971), acteur
- Mika Biereth (2003), Deens-Engels voetballer
- Kavell Bigby-Williams (1995), basketballer
- Antonia Bird (1959-2013), film- en televisieregisseur
- Jane Birkin (1946-2023), actrice
- Ferdinand von Bismarck-Schönhausen (1930-2019), Duits advocaat en landeigenaar
- Patrick Blackett (1897-1974), experimenteel natuurkundige en Nobelprijswinnaar (1948)
- Honor Blackman (1925-2020), actrice
- Jamal Blackman (1993), voetballer
- William Blackstone (1723-1780), jurist, rechter en politicus
- George Blagden (1989), acteur
- Alan Blaikley (1940), liedjesschrijver en producer
- Petra Blaisse (1955), Brits-Nederlands ontwerpster
- Claire Bloom (1931), actrice
- Emily Blunt (1983), actrice
- Enid Blyton (1897-1968), schrijfster
- Marc Bolan (1947-1977), zanger van T. Rex
- Lilian Bond (1908-1991), actrice
- Helena Bonham Carter (1966), actrice
- Hugh Bonneville (1963), toneel-, film-, televisie- en radio-acteur
- Ian Bostridge (1964), tenor
- David Bowie (1947-2016), zanger, muzikant, producer, acteur
- John Bowler (1952), acteur
- Jim Bradbury (1937-2023), historicus
- Richard Branson (1950), zakenman
- Julian Bream (1933-2020), gitarist en luitspeler
- Peter Brook (1925-2022), theaterproducent en regisseur
- Tom Brooke (1978), acteur
- Gary Brooker (1945-2022), zanger, componist en pianist (Procul Harum)
- Anita Brookner (1928-2016), romanschrijfster en historica
- Derren Brown (1971), mentalist/illusionist
- Herbert Brown (1912-2004), Amerikaans chemicus en Nobelprijswinnaar (1979)
- Richard David Brown, rapper bekend als Silvah Bullet
- Robert Browning (1812-1889), dichter en toneelschrijver
- Jon Buckland (1977), gitarist van Coldplay
- Mutya Buena (1985), zangeres
- DJ Buffonge (1998), Antiguaans-Engels voetballer
- Amelia Bullmore (1964), actrice en scenarioschrijfster
- Mark Bunn (1984), voetbaldoelman
- Tom Burke (1981), acteur
- Jean-Jacques Burnel (1952), Brits-Frans muzikant (basgitarist van The Stranglers) en songwriter
- Guy Burnet (1983), acteur
- Cat Burns (2000), singer-songwriter
- Saffron Burrows (1972), model, actrice
- Kate Bush (1958), zangeres
- Tony Buzan (1942-2019), psycholoog en auteur
- Jamie Bynoe-Gittens (2004), voetballer
- Lord Byron (1788-1824), dichter

## C
- Michael Caine (1933), acteur

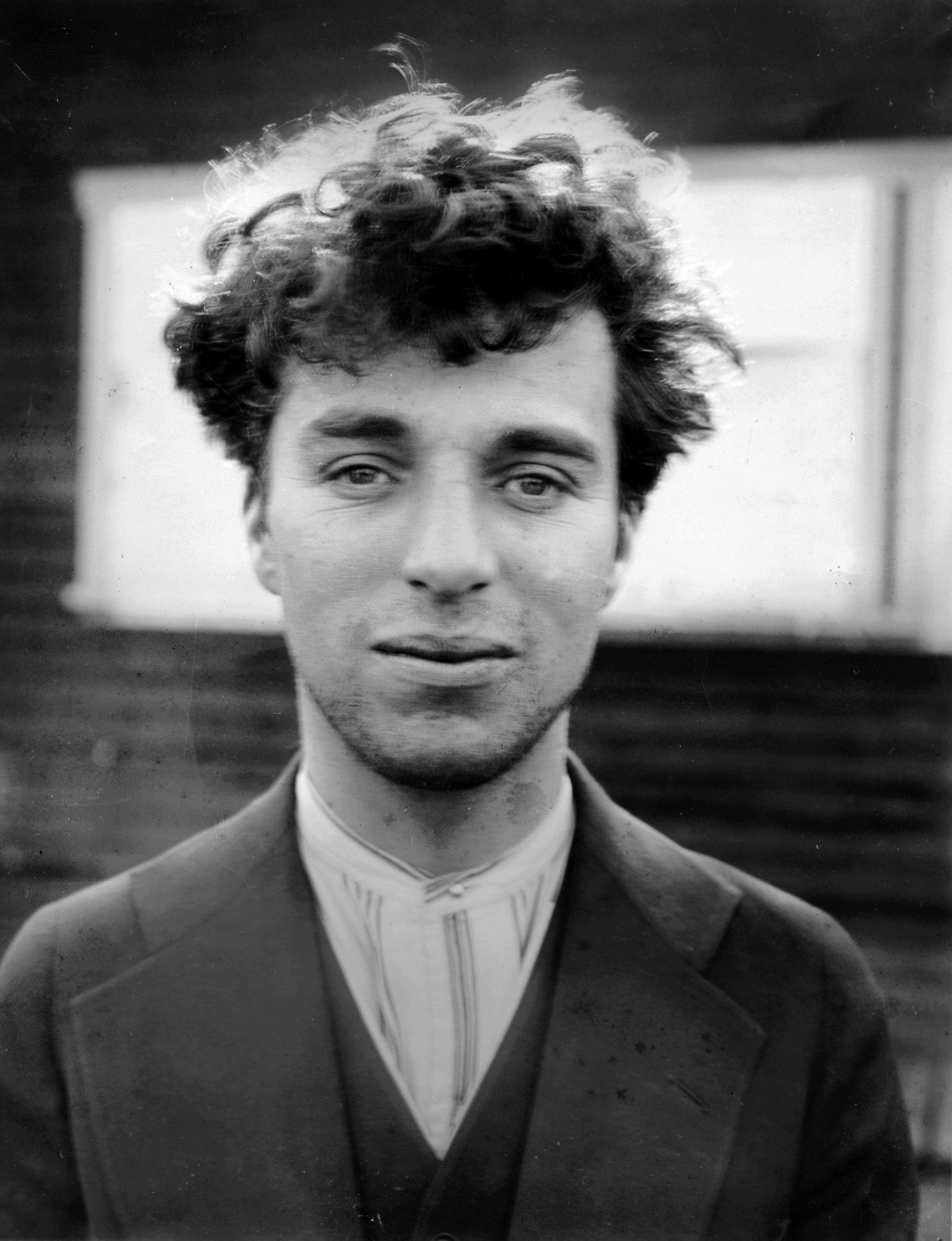
Charlie Chaplin in 1916

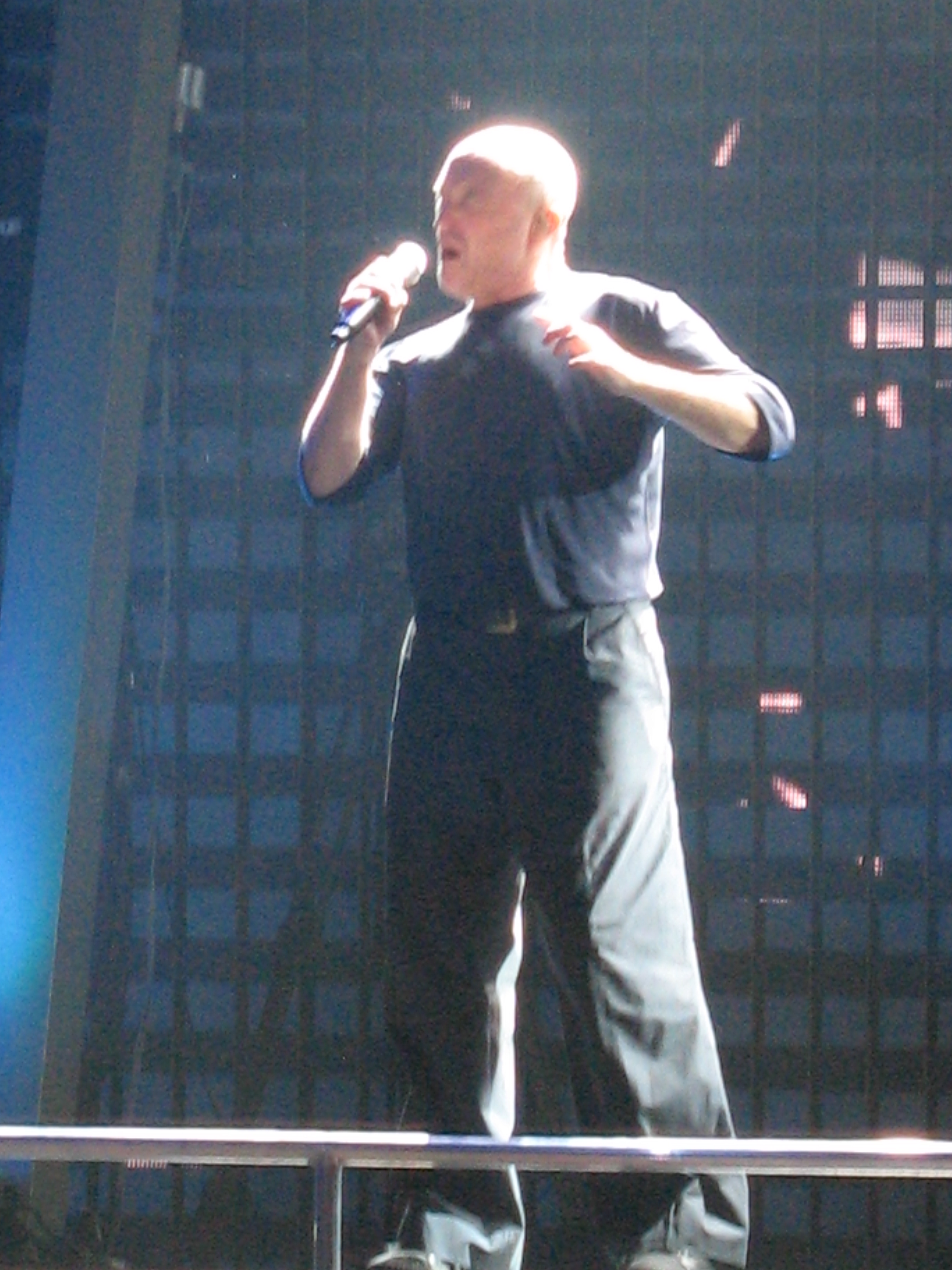
Zanger, drummer en acteur Phil Collins (1951)

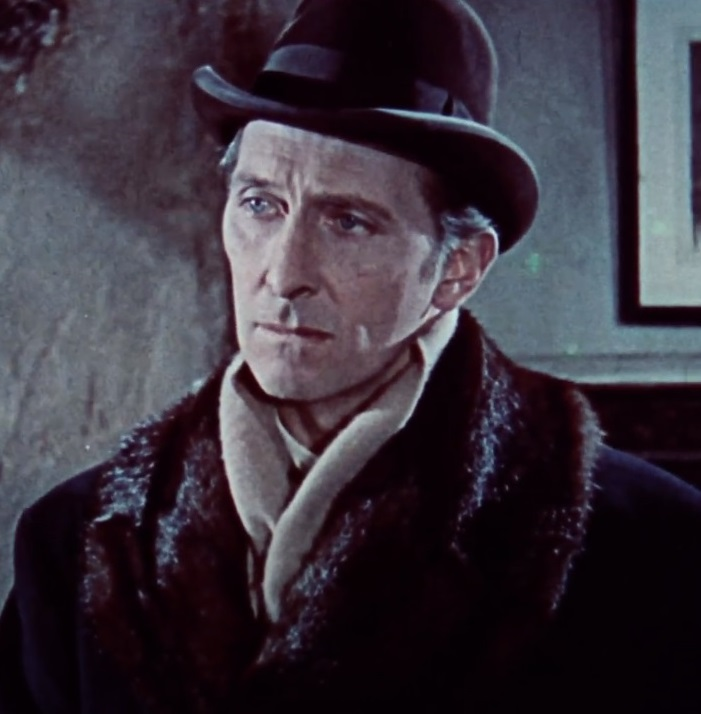
Peter Cushing

- Nigel Calder (1931-2014), wetenschapsjournalist en auteur
- David Cameron (1966), politicus
- Naomi Campbell (1970), topmodel
- Sol Campbell (1974), voetballer
- Peter Carington (1919-2018), politicus, diplomaat en secretaris-generaal van de NAVO (1984-1988)
- Helena Bonham Carter (1966), actrice
- John Carty, Iers violist en banjospeler
- Jessie Cave (1987), actrice
- Robert Cecil (1864-1958), advocaat, politicus, diplomaat en Nobelprijswinnaar (1937)
- Lynn Chadwick (1914-2003), beeldhouwer
- William Gilbert Chaloner (1928-2016), paleobotanicus
- Sue Chaloner (1953-2024), Nederlands-Brits popzangeres Spooky and Sue
- Leo Chambers (1995), voetballer
- Gemma Chan (1982), actrice
- Ben Chaplin (1969), acteur
- Charlie Chaplin (1889-1977), artiest, acteur, regisseur, componist en komiek
- Annie Chapman (1841-1888) tweede canonieke slachtoffer van Jack the Ripper
- Tina Charles (1954), disco-zangeres
- Geoffrey Chaucer (ca. 1345-1400), schrijver
- Giles Chichester (1946), politicus
- Erskine H. Childers (1905-1974), president van Ierland (1973-1974)
- Tracey Childs (1963), actrice
- Sarita Choudhury (1966), actrice
- Dave Clark (1942), drummer van The Dave Clark Five
- John Grahame Douglas Clark (1907-1995), archeoloog
- Brian Clemens (1931-2015), scriptschrijver en televisieproducent
- Stanley Clinton Davis (1928-2023), politicus
- Ronald Coase (1910-2013), econoom en Nobelprijswinnaar (1991)
- Conrad Coates (1970), Canadees acteur
- Sebastian Coe (1956), atleet
- Michaela Coel (1987), Ghanees-Engels actrice, scenarioschrijfster, dichteres en toneelschrijfster
- George Cohen (1939-2022), voetballer
- Christina Cole (1982), actrice
- Joe Cole (1981), voetballer
- Matthew Coleman, producer
- Jackie Collins (1937-2015), schrijfster
- Joan Collins (1933), actrice
- Paul Collins (1937), acteur
- Peter Collins (1951-2024), muziekproducent
- Phil Collins (1951), zanger, drummer (Genesis en solo) en acteur
- Wilkie Collins (1824-1889), schrijver
- Mike Conway (1983), autocoureur
- Gladys Cooper (1888-1971), actrice
- Henry Cooper (1934-2011), bokser
- Judy Cornwell (1940), actrice en schrijfster
- Elvis Costello (Declan Patrick Aloysius McManus) (1954), rockmuzikant, zanger en liedjesschrijver
- Nicolas Coster (1933-2023), Brits-Amerikaans acteur
- Ritchie Coster (1967), acteur
- Fearne Cotton (1981), televisiepresentatrice
- Angel Coulby (1980) , actrice
- Alice Coulthard (1983), actrice
- Simon Cowell (1959), muziekproducent
- Donald Crisp (1880-1974), Amerikaans acteur
- Karla Crome (1989), actrice
- Ben Cross (1947-2020), acteur
- Taio Cruz (1985), singer-songwriter
- Benedict Cumberbatch (1976), acteur
- Alexander Cunningham (1814-1893), militair en archeoloog in Brits-Indië
- Curiosity Killed the Cat, popgroep, alle bandleden zijn geboren in Londen
- Peter Cushing (1913-1994), acteur
- Gary Cooper (1968), Brits muzikant en dirigent

## D

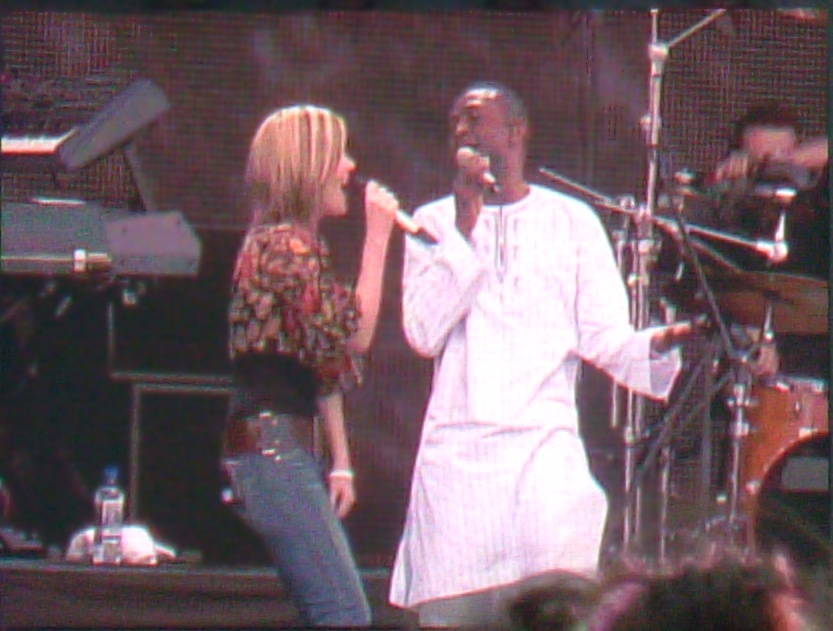
Zangeres Dido (1971) met Youssou N'Dour

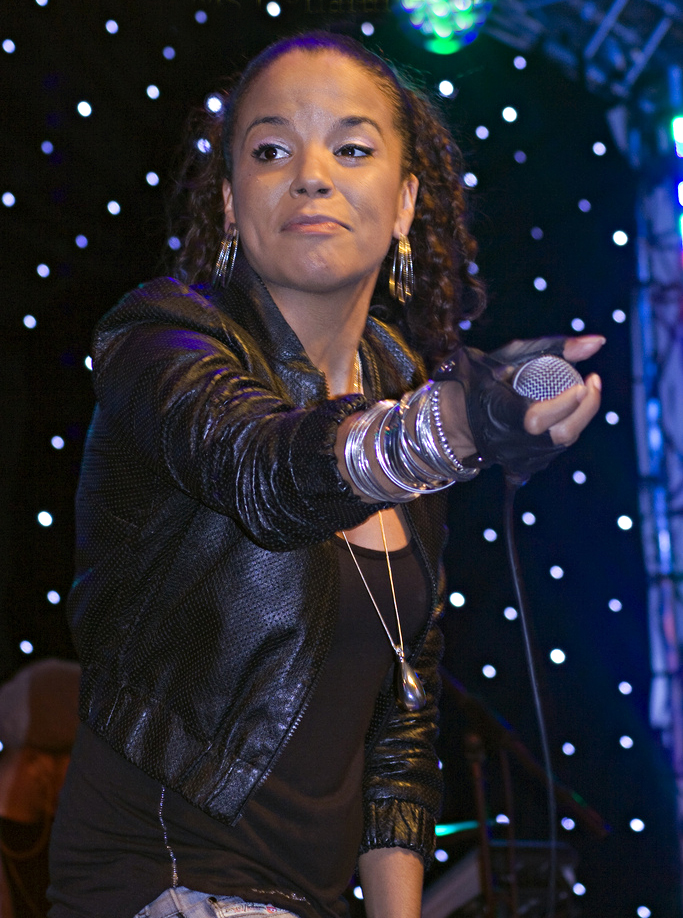
Ms. Dynamite

- Rhoda Dakar (1959), zangeres en muzikante
- Henry Hallett Dale (1875-1968), neurowetenschapper en Nobelprijswinnaar (1936)
- Theodore Dalrymple (pseudoniem van Anthony M. Daniels) (1949), arts en schrijver
- John Daly (1937-2008), filmproducent
- Dana (1951), Iers zangeres en politica
- James D'Arcy (1975), acteur
- Harriet Dart (1996), tennisspeelster
- Curtis Davies (1985), voetballer
- India Lillie Davies (2000), actrice
- Roman Griffin Davis (2007), acteur
- Daniel Day-Lewis (1957), Engels-Iers acteur
- Evelyn De Morgan (1855-1919), kunstschilderes (prerafaëlieten)
- Daniel Defoe (1660-1731), schrijver, journalist en spion
- Karamoko Dembélé (2003), voetballer
- Sandy Denny (1947-1978), zangeres
- Dido (1971), zangeres
- Frank Dillane (1991), acteur
- Shaun Dingwall (1972), acteur
- Omid Djalili (1965), comedian en acteur
- Eliza Doolittle (1988), zangeres
- MF Doom (1971-2020), rapper/hiphopartiest
- Tim Don (1973), triatleet
- Siobhán Donaghy (1984), zangeres
- John Donne (1572-1631), dichter
- Julius Drake (1959), pianist
- Julie Driscoll (1947), zangeres
- Minnie Driver (1970), actrice en singer-songwriter
- Lucy Duff-Gordon (1863-1935), modeontwerpster en passagier op het schip Titanic
- Clive Dunn (1920-2012), acteur, zanger en entertainer
- Jourdan Dunn (1990), model
- Ms. Dynamite (1981), hiphopzangeres
- Robin Atkin Downes (????), (stem)acteur

## E

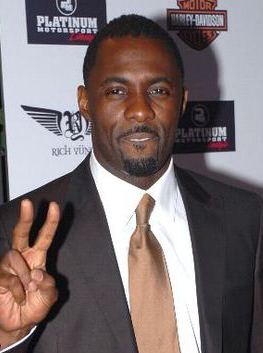
Acteur Idris Elba (1972)

- Paul Eddington (1927-1995), acteur
- Beatie Edney (1962), actrice
- Dixie Egerickx (2005), actrice
- Samantha Eggar (1939), actrice
- Oviemuno Ejaria (1997), voetballer
- Chiwetel Ejiofor (1977), acteur
- Carmen Ejogo (1974), actrice
- Idris Elba (1972), acteur
- Vic Elford (1935-2022), autocoureur
- Peter Ellenshaw (1913-2007), Brits-Amerikaans ontwerper van speciale effecten
- James Elles (1949), politicus
- James Ellington (1985), atleet
- Jack Ellis (1955), acteur
- Sophie Ellis-Bextor (1979), zangeres
- Ben Elton (1959), schrijver en komiek
- Cary Elwes (1962), acteur
- Tracey Emin (1963), kunstenares
- Eduard I van Engeland (Palace of Westminster, 1239-1307), koning van Engeland (1272-1307)
- Eduard V van Engeland (Westminster, 1470-ca.1483), koning van Engeland (1483)
- Elizabeth I van Engeland (Greenwich, 1533-1603), koningin van Engeland (1558-1603)
- Hendrik VIII van Engeland (Greenwich, 1491-1547), koning van Engeland (1509-1547) en Ierland (1541-1547)
- Karel II van Engeland (St. James's Palace, 1630-1685), koning van Engeland, Schotland en Ierland (1660-1685)
- Jacobus II van Engeland (1633-1701), koning van Engeland, Ierland (1685-1688) en Schotland (1685-1689)
- Maria I van Engeland (Greenwich, 1516-1558), koningin van Engeland (1553-1558) en Spanje (1554-1558)
- Maria II van Engeland (1662-1694), koningin van Engeland, Ierland en Schotland (1689-1694)
- John Entwistle (1944-2002), bassist, songwriter, zanger en hoornspeler (The Who)
- Edith Evans (1888-1976), actrice
- Alice Eve (1982), actrice
- Amelia Eve (1992), actrice

## F
- Chris Farlowe (1940), zanger
- Otto Farrant (1996), acteur

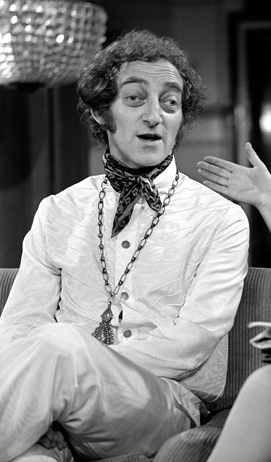
Schrijver en komiek Marty Feldman (1934-1982)

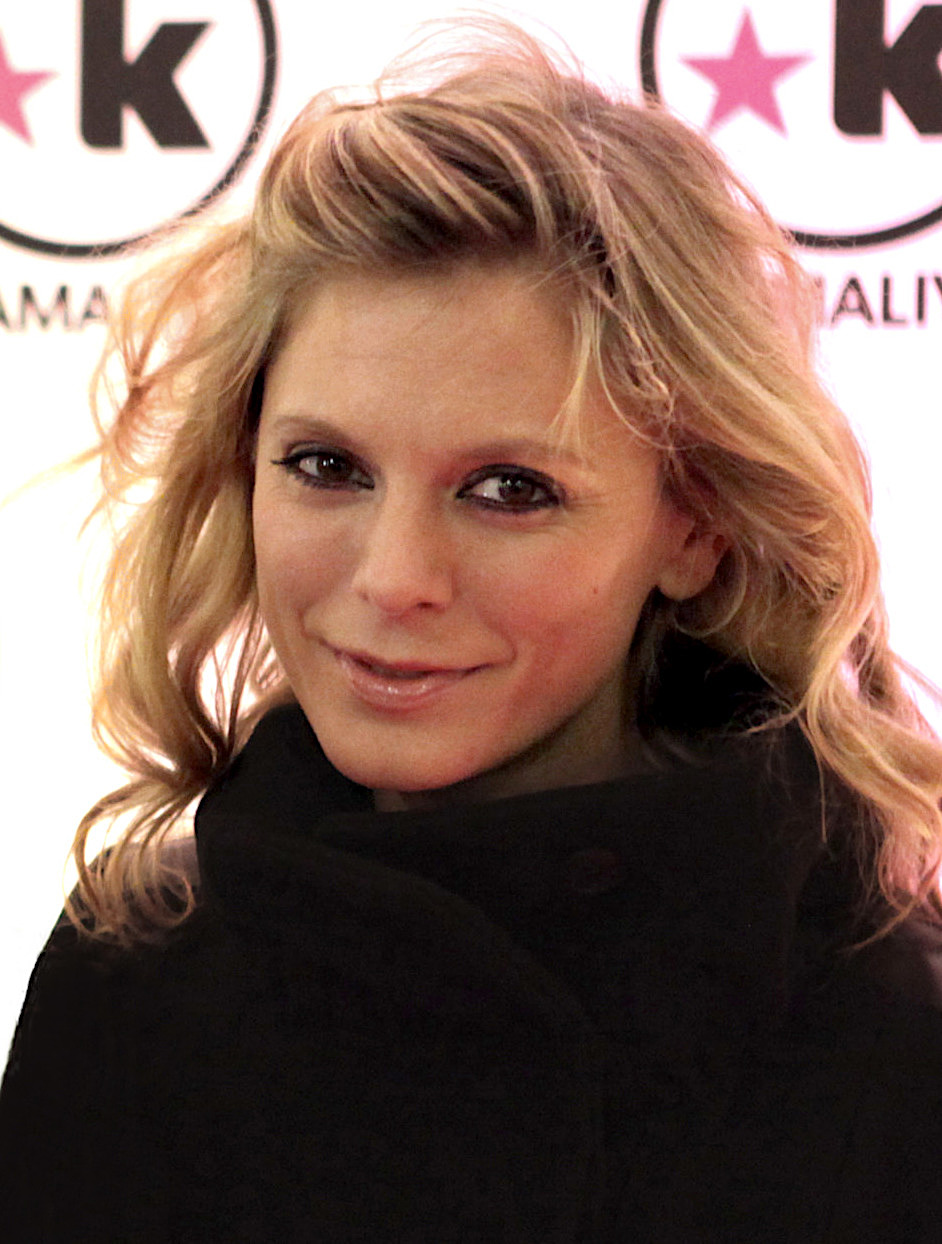
Actrice Emilia Fox (1974)

- Patrick Leigh Fermor (1915-2011), schrijver
- Marty Feldman (1934-1982), schrijver en komiek
- George Fenton (1950), componist
- Matthew Festing (1949-2021), prins-grootmeester van de Orde van Malta
- Hero Fiennes Tiffin (1997), acteur en model
- Peter Finch (1912-1977), Australisch acteur
- Mickey Finn (1947-2003), drummer van T. Rex
- Ronald Aylmer Fisher (1890-1962), wetenschapper
- Ian Fleming (1908-1964), schrijver
- Tom Fletcher (1985), gitarist/leadzanger McFly
- Herbie Flowers (1938-2024), musicus
- Lynn Fontanne (1887-1983), Brits-Amerikaans actrice
- Bryan Forbes (1926-2013), filmregisseur, scenarist en producer
- Andy Fordham (1962-2021), darter
- Claire Forlani (1972), actrice
- E.M. Forster (1879-1970), schrijver en essayist
- Charles James Fox (1749-1806), politicus
- Edward Fox (1937), acteur
- Emilia Fox (1974), actrice
- Freddie Fox (1989), acteur
- James Fox (1939), acteur
- Samantha Fox (1966), model en zangeres
- Raymond Francis (1911-1987), acteur
- Rosalind Franklin (1920-1958), chemica
- Antonia Fraser (1932), schrijfster
- Bella Freud (1961), modeontwerpster
- Rebecca Front (1964), actrice
- Roger Fry (1866-1934), kunstschilder en kunstcriticus (Bloomsburygroep)
- Stephen Fry (1957), komiek, schrijver, acteur en presentator
- Monica Furlong (1930-2003), schrijfster

## G

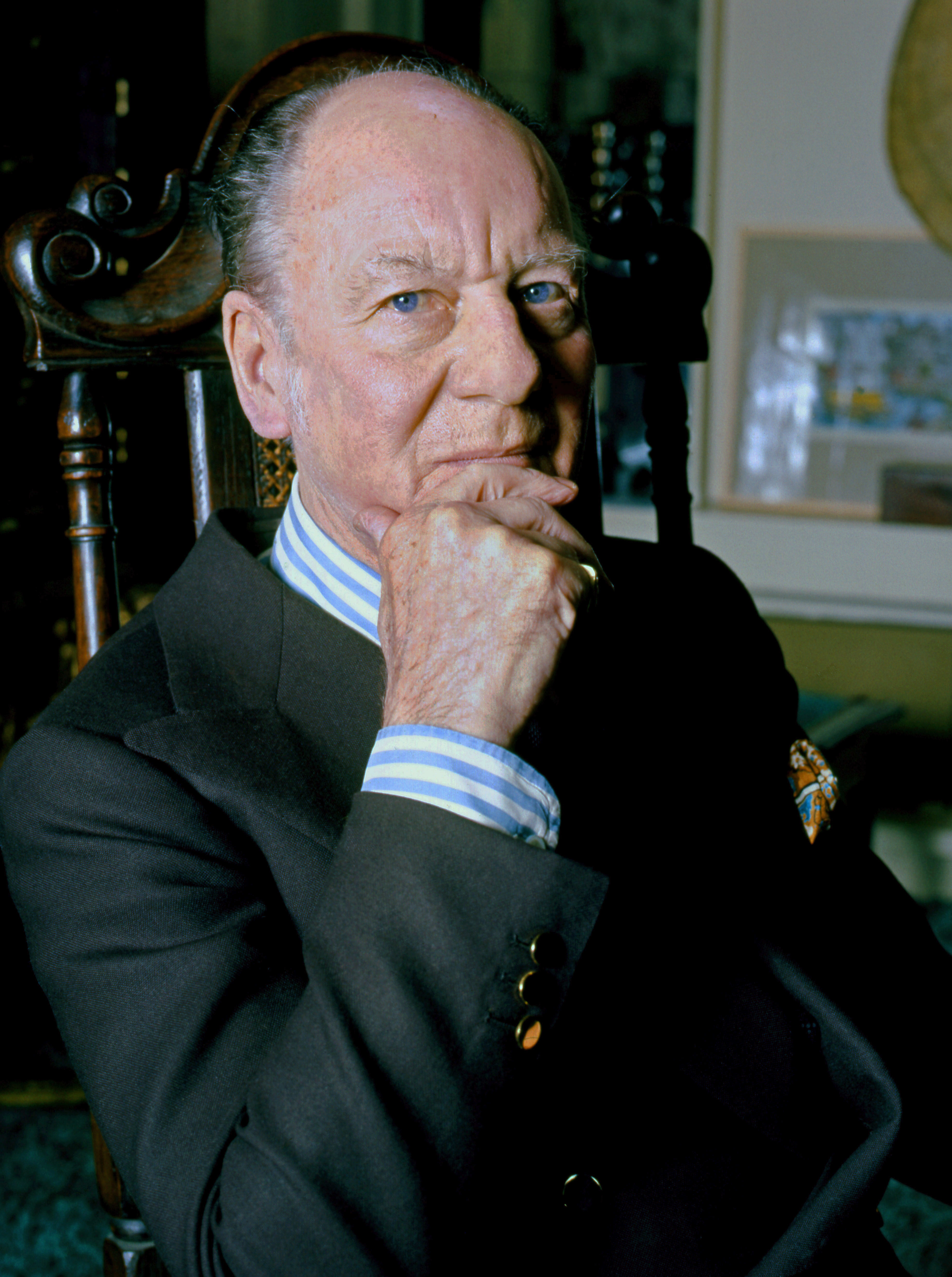
Acteur Sir John Gielgud (1904-2000)

- John Gale (1953–2019), pokerspeler
- Greer Garson (1904-1996), actrice
- Timothy Garton Ash (1955), historicus, hoogleraar en schrijver
- Peaches Geldof (1989-2014), journalist, televisiepresentator en model
- Adam Gemili (1993), atleet en voetballer
- Susan George (1950), actrice
- Tyrique George (2006), voetballer
- Daniel Gerroll (1951), acteur
- Kieran Gibbs (1989), voetballer
- John Gielgud (1904-2000), acteur
- Lewis Gilbert (1920-2018), filmregisseur
- William S. Gilbert (1836-1911), toneelschrijver, librettist en illustrator
- Jess Glynne (1989), zangeres
- Angel Gomes (2000), voetballer
- Nat Gonella (1908-1998), jazzmusicus
- Jane Goodall (1934), antropologe en biologe
- David Angelico Nicholas Gooden (1966), technoproducer, bekend als Dave Angel
- Tom Goodman-Hill (1968), acteur
- Edmund Goulding (1891-1959), filmregisseur, scenarioschrijver, schrijver en acteur
- Dominic Grant (1949-2020), zanger (Guys 'n' Dolls, Grant & Forsyth)
- Hugh Grant (1960), acteur
- Thomas Gray (1716-1771), dichter
- Peter Green (1946-2020), gitarist; oprichter Fleetwood Mac
- Gavin Greenaway (1964), componist, arrangeur, dirigent van filmmuziek
- Kate Greenaway (1846-1901), kinderboekenschrijfster
- David Griffin (1946), acteur
- Judy Grinham (1939), zwemster
- Anna van Groot-Brittannië (St. James's Palace, 1665-1714), koningin van Engeland, Schotland en Ierland (1702-1707) en koningin van Groot-Brittannië (1707-1714)
- Andri Guðjohnsen (2002), IJslands voetballer
- Alec Guinness (1914-2000), acteur
- Edmund Gwenn (1877-1959), acteur

## H

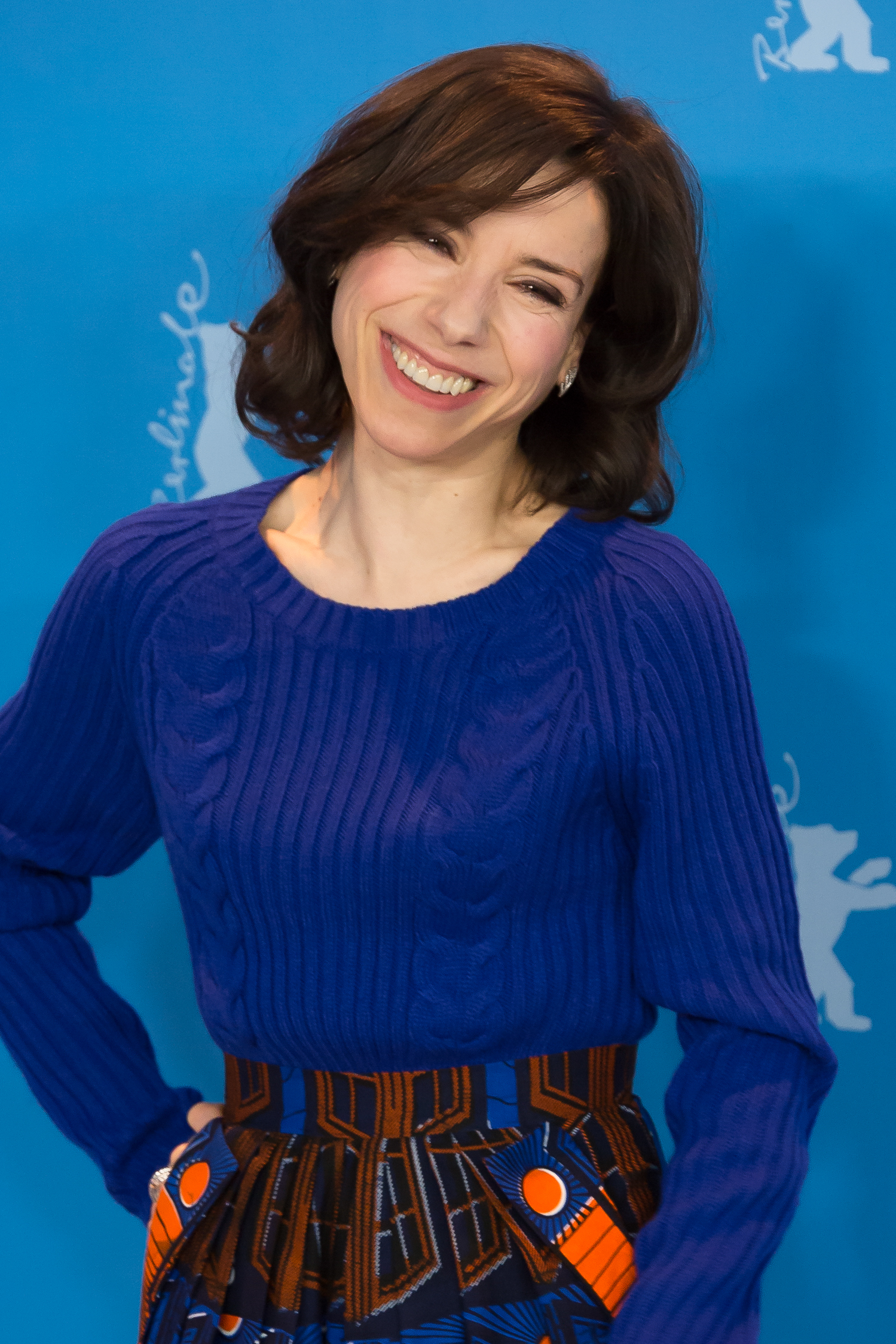
Sally Hawkins

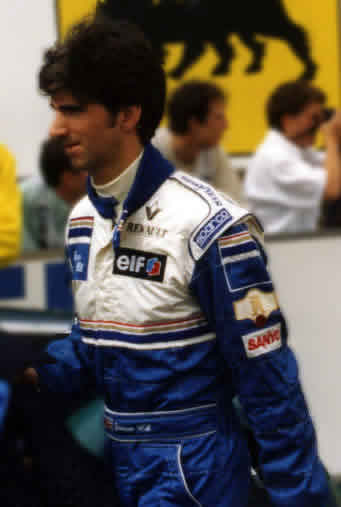
Autocoureur Damon Hill (1960)

- Steve Hackett (1950), gitarist (o.a. Genesis)
- Douglas Hadow (1846-1865), alpinist, bekend van de eerste beklimming van de Matterhorn
- Duncan Haldane (1951), natuurkundige en Nobelprijswinnaar (2016)
- Rebecca Hall (1982), actrice
- Edmond Halley (1656-1742), astronoom, hoogleraar en directeur van de sterrenwacht in Greenwich
- David Hamilton (1933-2016), fotograaf en regisseur
- Albert Hammond (1944), singer-songwriter
- Aaron Haroon Rashid (1973), Brits-Pakistaans musicus en filmproducent
- Ainsley Harriott (1957), tv-presentator en chef-kok
- Jared Harris (1961), acteur
- Naomie Harris (1976), actrice
- Gavin Harrison (1963), drummer
- Prins Harry van Sussex (1984)
- Oliver Hart (1948), Brits-Amerikaans econoom en Nobelprijswinnaar (2016)
- Tao Geoghegan Hart (1995), Schots wielrenner
- William Hartnell (1908-1975), acteur (Doctor Who)
- Keeley Hawes (1976), actrice
- Jack Hawkins (1910-1973), acteur
- Sally Hawkins (1976), actrice
- Kirsty Hawkshaw (1969), dance-, elektronica- en houseartiest en liedjesschrijfster
- David Haye (1980), bokser
- Ethan Hayter (1998), wielrenner
- Leo Hayter (2001), wielrenner
- Sam Hazeldine (1972), acteur
- Keeley Hazell (1986), fotomodel
- Anthony Stewart Head (1954), acteur
- Murray Head (1946), acteur en zanger
- Spike Heatley (1933-2021), jazzbassist
- Paul Hecht (1941), acteur
- Roger Helmer (1944), politicus
- Benjamin Herman (1968), Nederlands jazzmusicus
- Noreena Hertz (1967), econoom en activiste
- Freddie Highmore (1992), acteur
- Damon Hill (1960), autocoureur
- Eric Hill (1927-2014), kinderboekenschrijver en -illustrator
- Cyril Norman Hinshelwood (1897-1967), fysisch chemicus en Nobelprijswinnaar (1956)
- Henry Holiday (1839-1927), kunstenaar
- Jools Holland (1958), pianist, televisiepresentator en bandleider
- Mark Hollis (1955-2019), muzikant, zanger, songwriter en componist
- Ian Holm (1931-2020), acteur
- Clare Holman (1964), actrice
- William Holman Hunt (1827-1910), kunstschilder (prerafaëlieten)
- Sandrine Holt (1972), Canadees actrice
- Mary Hooper (1944), schrijfster
- Tom Hooper (1972), filmregisseur
- Bob Hope (1903-2003), acteur
- Nicky Hopkins (1944-1994), muzikant
- Elizabeth Jane Howard (1923-2014), schrijfster
- Ebenezer Howard (1850-1928), journalist
- Leslie Howard (1893-1943), acteur, toneelregisseur en producent
- Steve Howe (1947), gitarist
- Chris Howland (1928–2013), schlagerzanger, radio- en televisiepresentator, acteur en schrijver
- Arthur Hughes (1832-1915), kunstschilder en illustrator (prerafaëlieten)
- Billy Hughes (Pimlico, 1862-1952), premier van Australië (1915-1923)
- Gareth Hunt (1942-2007), acteur
- William Henry Hunt (1790–1864), kunstschilder
- Andrew Huxley (1917-2012), fysioloog, biochemicus en Nobelprijswinnaar (1963)
- Julian Huxley (1887-1975), bioloog, schrijver en humanist

## I
- Tiago Ilori (1993), Portugees voetballer
- Martin Indyk (1951-2024), Amerikaans diplomaat
- Christopher Kelk Ingold (1893-1970), scheikundige
- Samuel Insull (1859-1938), Amerikaans zakenmagnaat
- Andy Irvine (1942), folkmuzikant

## J

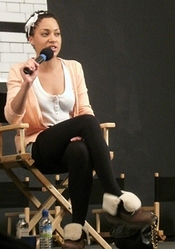
Actrice Cush Jumbo (1985)

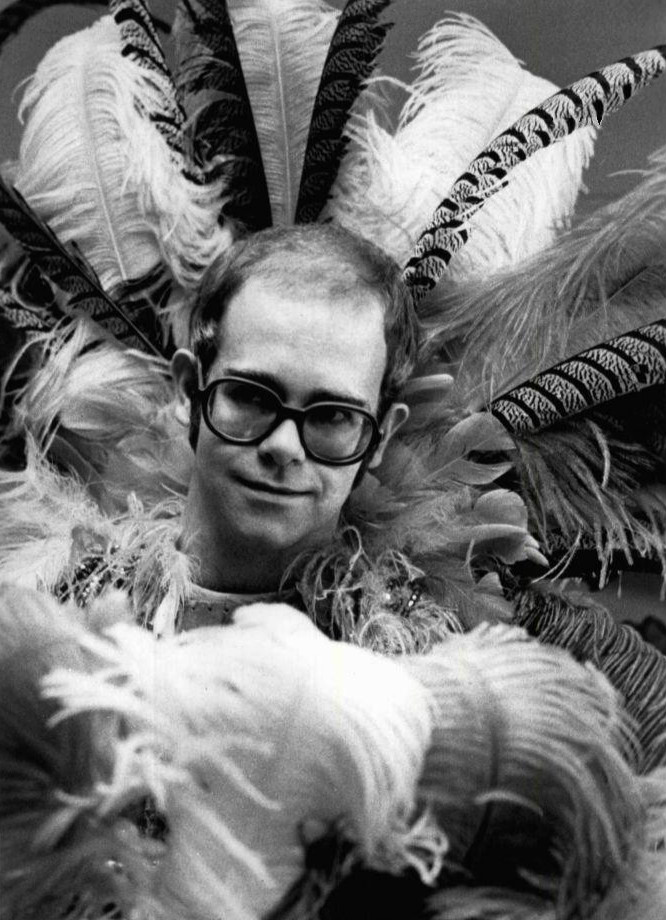
Elton John in 1975

- Oliver Jackson-Cohen (1986), acteur
- Derek Jacobi (1938), acteur
- E.L. James (1963), schrijfster
- Adam James (1972), acteur
- Pascal Jansen (1973), Nederlands voetballer en voetbalcoach
- Cornelis Janssens van Ceulen (1593-1661), Nederlands portretschilder
- Jessie J (1988), singer-songwriter
- David Jason (1940), acteur
- Maxi Jazz (1957-2022), rapper; frontman van de dancegroep Faithless
- Sheila Jeffreys (1948), wetenschapper
- Niels Kaj Jerne (1911-1994), Deens immunoloog en Nobelprijswinnaar (1984)
- Sona Jobarteh (1983), Gambiaans musicus
- Lois Joel (1999), Welsh voetbalster
- Roland Joffé (1945), filmregisseur
- Elton John (1947), zanger en pianist
- Ben Johnson (2000), voetballer
- Gregory Johnson (1962), Brits-Amerikaans ruimtevaarder
- Teddy Johnson (1920-2018), zanger, drummer, presentator
- Wil Johnson (1965), acteur
- D.F. Jones (1918-1981), sciencefictionschrijver
- Duncan Jones (1971), regisseur en zoon van David Bowie
- Finn Jones (1988), acteur
- Gemma Jones (1942), actrice
- Jade Jones (1979), zanger
- Mick Jones (1955), zanger en gitarist
- Milton Jones (1964), komiek
- Nicholas Jones (1946), acteur
- Ben Jonson (1572-1637), toneelschrijver, dichter en acteur
- Paterson Joseph (1964), acteur
- Dan Joyce (1976), professioneel skateboarder en acteur
- Yootha Joyce (1927-1980), actrice
- Tony Judt (1948-2010), historicus, schrijver en hoogleraar
- Cush Jumbo (1985), actrice

## K

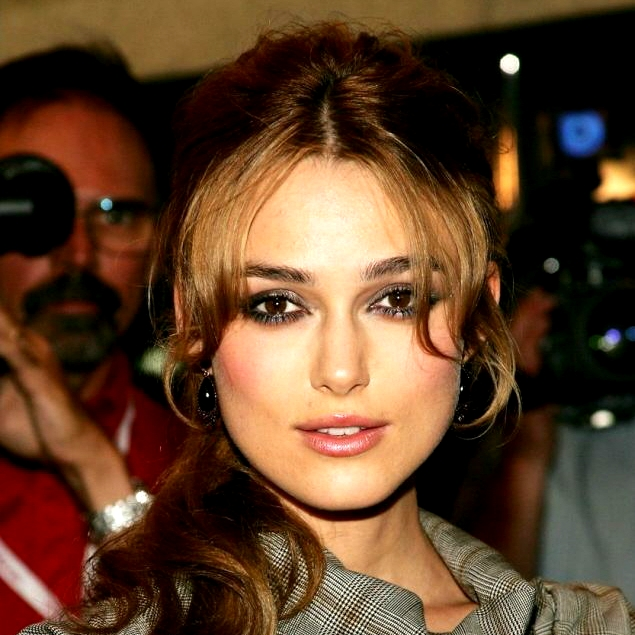
Actrice Keira Knightley (1985)

- Dill Katz (1946-2025), Brits jazzcontrabassist
- Cab Kaye (1921-2000), Engels-Ghanees-Nederlands jazzmusicus, bandleider, entertainer, drummer, gitarist, pianist, songwriter en zanger
- Colin Kâzım-Richards (1986), voetballer
- John Keats (1795-1821), schrijver
- Tilly Keeper (1997), actrice
- Chloe Kelly (1998), voetbalster
- Skandar Keynes (1991), acteur
- Anne Killigrew (1660-1685), dichter en kunstschilder
- Simon Kinberg (1973),  Amerikaans filmproducent, scenarist en regisseur
- Sophie Kinsella (1969), schrijfster
- Keira Knightley (1985), actrice
- Rahul Kohli (1985), acteur
- Sophie Koner (1855-1929), schrijver
- John de Koningh (1808-1845), Nederlands beeldhouwer
- Leonard de Koningh (1810-1887), Nederlands schilder, tekenaar, lithograaf en fotograaf
- Sophia de Koningh (1807-1870), Nederlands schilder, tekenaar
- Thomas Kyd (±1558-±1594), toneelschrijver

## L

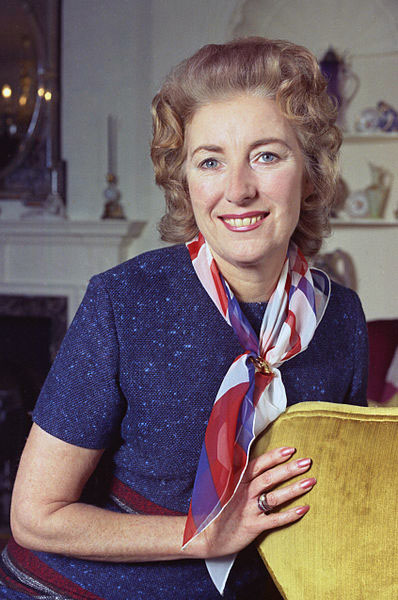
Zangeres Vera Lynn (1917-2020)

- Kit Lambert (1935-1981), muziekproducer en manager van The Who
- Peter Lamont (1929-2020), artdirector en scripteditor
- Alan Lancaster (1949-2021), bassist en zanger Status Quo
- Elsa Lanchester (1902-1986), actrice
- Edwin Landseer (1802-1873), kunstschilder, etser en beeldhouwer
- Angela Lansbury (1925-2022), Brits-Amerikaans actrice
- Jude Law (1972), acteur
- Colin Lawrence (1970), acteur
- Nigel Lawson (1932-2023), journalist en politicus
- Johnny Leach (1922-2014), tafeltenniskampioen
- Mary Leakey (1913-1996), paleontologe
- David Lean (1908-1991), filmregisseur
- Edward Lear (1812-1888), illustrator, dichter en schrijver
- Christopher Lee (1922-2015), acteur en musicus
- William Legge (1949), politicus
- Anthony Leggett (1938), natuurkundige en Nobelprijswinnaar (2003)
- Patrick Leigh Fermor (1915-2011), schrijver
- Edmund Leighton (1853-1922), kunstschilder
- Barbara Levick (1931-2023), historica
- Lennox Lewis (1965), bokser
- Leona Lewis (1985), zangeres
- Matthew Lewis (1775-1818), schrijver
- Shaznay Lewis (1975), zangeres
- Stephen Lewis (1926-2015), acteur
- Andrew Lincoln (1973), acteur
- Delroy Lindo (1952), acteur
- Mark Prager Lindo (1819-1877), Nederlands schrijver
- Mike Lindup (1959), toetsenist en zanger
- Dua Lipa (1995), zangeres
- Vicky Longley (1988), actrice
- Melvyn Lorenzen (1994), Duits voetballer
- Pixie Lott (1991), zangeres
- Ada Lovelace (1815-1852), wiskundige
- Ophelia Lovibond (1986), actrice
- Daisy Lowe (1989), model
- Ida Lupino (1914-1995), Amerikaans actrice, scenariste, producente en filmregisseuse
- Edwin Lutyens (1869-1944), architect
- John Lydon (1956), muzikant
- Alex Lynn (1993), autocoureur
- Vera Lynn (1917-2020), zangeres

## M
- M (1947), new wave artiest

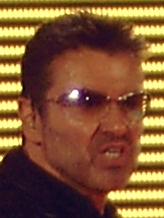
Zanger George Michael (1963-2016)

- Harold Macmillan (1894-1986), premier
- Ashley Madekwe (1981), actrice
- Anna Madeley (1976), actrice
- John Major (1943), politicus
- Elsie Maréchal (1894-1969), verzetsstrijdster
- Peter Mansfield (1933-2017), natuurkundige en Nobelprijswinnaar (2003)
- Phil Manzanera (1951), gitarist en producent (Roxy Music)
- Frederick Marryat (1792-1848), schrijver
- Matthew Marsh (1954), acteur
- Herbert Marshall (1890-1966), acteur
- John Marshall (1941-2023), drummer
- Archer John Porter Martin (1910-2002), scheikundige en Nobelprijswinnaar (1952)
- George Martin (1926-2016), muziekproducer, de vijfde Beatle
- Larry Martyn (1934-1994), acteur
- Mark Mazower (1958), historicus en schrijver
- Stella McCartney (1971), modeontwerpster
- Helen McCrory (1968-2021), actrice
- Anthea McIntyre (1954), politicus
- Martin McDonagh (1970), schrijver en regisseur
- Ian McDonald (1946-2022), musicus
- Roddy McDowall (1928-1998), acteur
- Peter McEvoy (1953-2025), Engels golfspeler en golfbaanarchitect
- Hayley McGregory (1986), Amerikaans zwemster
- Marcus McGuane (1999), Iers-Engels voetballer
- Kieran McKenna (1986), Noord-Iers voetbaltrainer
- Andrew V. McLaglen (1920), Brits-Amerikaans film- en tv-regisseur en acteur
- Alexander McQueen (1969-2010), modeontwerper
- Steve McQueen (1969), regisseur en kunstenaar
- Tobias Menzies (1974), acteur
- Paul Merton (1957), komiek en schrijver
- M.I.A. (1975), zangeres
- George Michael (1963-2016), zanger
- T'Nia Miller (1985), actrice
- John Milton (1608-1674), dichter
- Helen Mirren (1945), actrice
- Peter Mitchell (1920-1992), biochemicus en Nobelprijswinnaar (1978)
- Nancy Mitford (1904-1973), schrijfster en journaliste
- Cyril J. Mockridge (1896-1979), Brits-Amerikaans componist
- Bill Moggridge (1943-2012), industrieel ontwerper
- Alfred Molina (1953), acteur
- Francis Monkman (1949-2023), toetsenist
- Bernard Montgomery (1887-1976), generaal en veldmaarschalk
- Ron Moody (1924-2015), acteur
- Keith Moon (1946-1978), drummer
- Hattie Morahan (1978), actrice
- Thomas More (1478-1535), heilige, humanist en staatsman
- Julian Morris (1983), acteur
- William Morris (1834-1896), ontwerper en utopisch denker
- Mary Moser (1744-1819), kunstschilder
- Oswald Mosley (1896-1980), fascistisch politicus
- Max Mosley (1940), oud-voorzitter van de FIA
- Kate Moss (1964), fotomodel (geboren in de wijk Addiscombe)
- Stirling Moss (1929-2020), autocoureur
- Ashley Mote (1936), politicus
- John Moulder-Brown (1953), acteur
- Jojo Moyes (1969), schrijfster
- Carey Mulligan (1985), actrice
- Ana Mulvoy-Ten (1992), actrice
- Meg Mundy (1915-2016), actrice
- Jacob Murphy (1995), voetballer
- Josh Murphy (1995), voetballer
- Dave Murray (1965), muzikant
- Sophia Myles (1980), actrice

## N

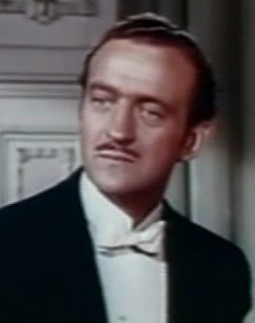
Acteur David Niven (1910-1983)

- Simon Napier-Bell (1939), manager van popartiesten
- Kunal Nayyar (1981), acteur
- Joseph Needham (1900-1995), academicus en sinoloog
- Derren Nesbitt (1935), acteur
- John Henry Newman (1801-1890), kardinaal en theoloog
- John Newton (1725-1807), bekeerde slavenhandelaar en Anglicaans priester
- Mary Ann Nichols (1845-1888), eerste canonieke slachtoffer van Jack the Ripper
- David Niven (1910-1983), acteur
- Mark Noble (1987), voetballer
- Philip Noel-Baker (1889-1982), politicus, diplomaat, academicus, atleet en Nobelprijswinnaar (1959)
- Christopher Nolan (1970), filmregisseur
- Monty Norman (1928-2022), zanger en componist van filmmuziek
- Gary Numan (1958), zanger, muzikant
- Paul Nurse (1949), biochemicus en Nobelprijswinnaar (2001)
- Michael Nyman (1944), componist, muzikant en muziekcriticus

## O

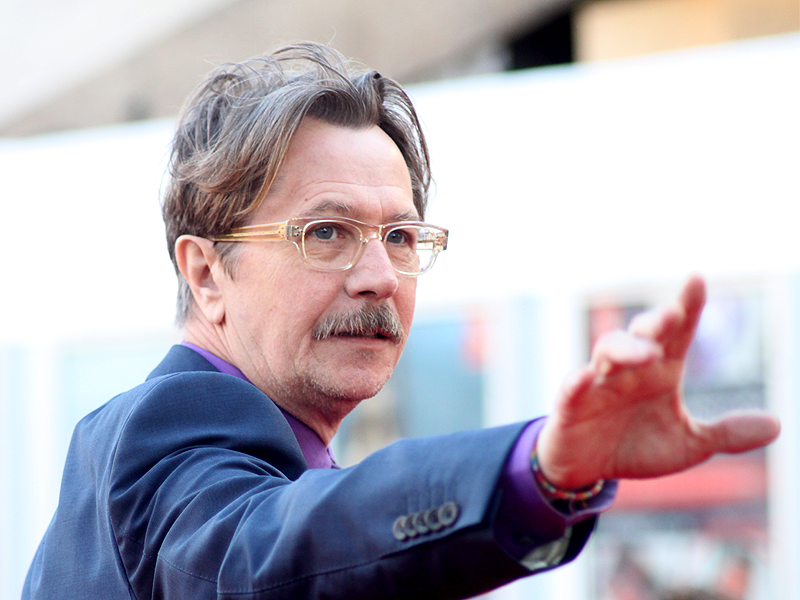
Acteur Gary Oldman (1958)

- Lawrence Oates (1870-1912), ontdekkingsreiziger
- Des O'Connor (1932-2020), zanger en entertainer
- George Alan O'Dowd (1961), popzanger
- Christine Ohuruogu (1984), atlete
- Marilyn Okoro (1984), atlete
- Gary Oldman (1958), acteur
- Annie Oosterbroek-Dutschun (1918-1983), Nederlands schrijfster
- Peter Oosterhuis (1948-2024), golfspeler
- Matt O'Riley (2000), Deens-Engels voetballer
- Brandon Ormonde-Ottewill (1995), voetballer
- Kelly Osbourne (1983), X-Factor jurylid
- Sharon Osbourne (1952), X-Factor jurylid
- Tommy O'Sullivan (1961), Iers gitarist

## P
- Jimmy Page (1944), gitarist
- Kasey Palmer (1996), voetballer
- Archie Panjabi (1972), actrice

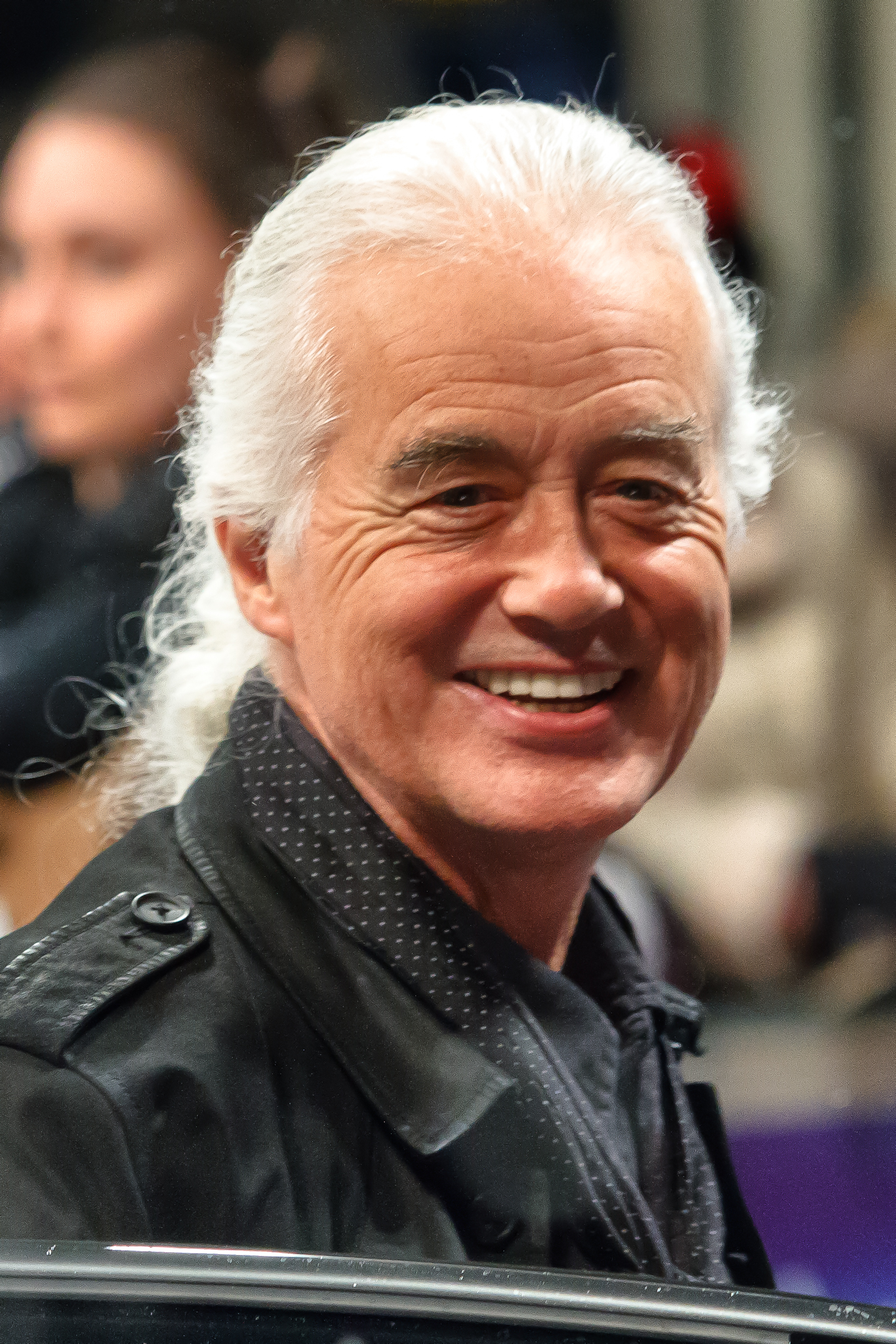
Gitarist Jimmy Page (1944)

- Alan Parker (1944-2020), filmregisseur, scriptschrijver en filmproducent
- Ray Parlour (1973), voetballer
- Alan Parsons (1949), componist, producer en zanger
- Priti Patel (1972), conservatief politica, lid van de regering-Johnson
- Walter Pater (1839-1894), schrijver, essayist en criticus
- Robert Pattinson (1986), acteur
- Lynsey de Paul (1948-2014), singer-songwriter
- Anthony Payne (1936-2021), componist, muziekwetenschapper en schrijver
- Denis Payton (1943-2006), saxofonist van The Dave Clark Five
- Lennard Pearce (1915-1984), acteur
- Stuart Pearce (1962), voetbaltrainer en voormalig profvoetballer
- Neil Pearson (1959), acteur
- J.J. Peereboom (1924-2010), Nederlands auteur en criticus
- Samuel Pepys (1633-1703), ambtenaar en dagboekenschrijver
- Brendan Perry (1959), baritonzanger en multi-instrumentalist
- Sean Pertwee (1964), (stem)acteur
- Jim Peters (1918-1999), marathonloper
- Anthony Phillips (1951), gitarist en componist
- Leslie Phillips (1924-2022), acteur
- Rosamund Pike (1979), actrice
- Nova Pilbeam (1919-2015), actrice
- Harold Pinter (1930-2008), toneelschrijver en Nobelprijswinnaar (2005)
- Alexander Pope (1688-1744), dichter
- John Powell (1963), filmcomponist
- Samantha Power (1970), Iers-Brits diplomaat, hoogleraar en auteur
- Upen Patel (1980), Indiaas acteur en model
- Max Pirkis (1989), acteur
- Ella Purnell (1996), actrice
- Jack Porter (2008), voetballer

## Q
- Mary Quant (1930-2023), modeontwerpster
- Diana Quick (1946), actrice

## R
- Daniel Radcliffe (1989), acteur
- Claude Rains (1889-1967), acteur
- Danny Rampling (1961), dj

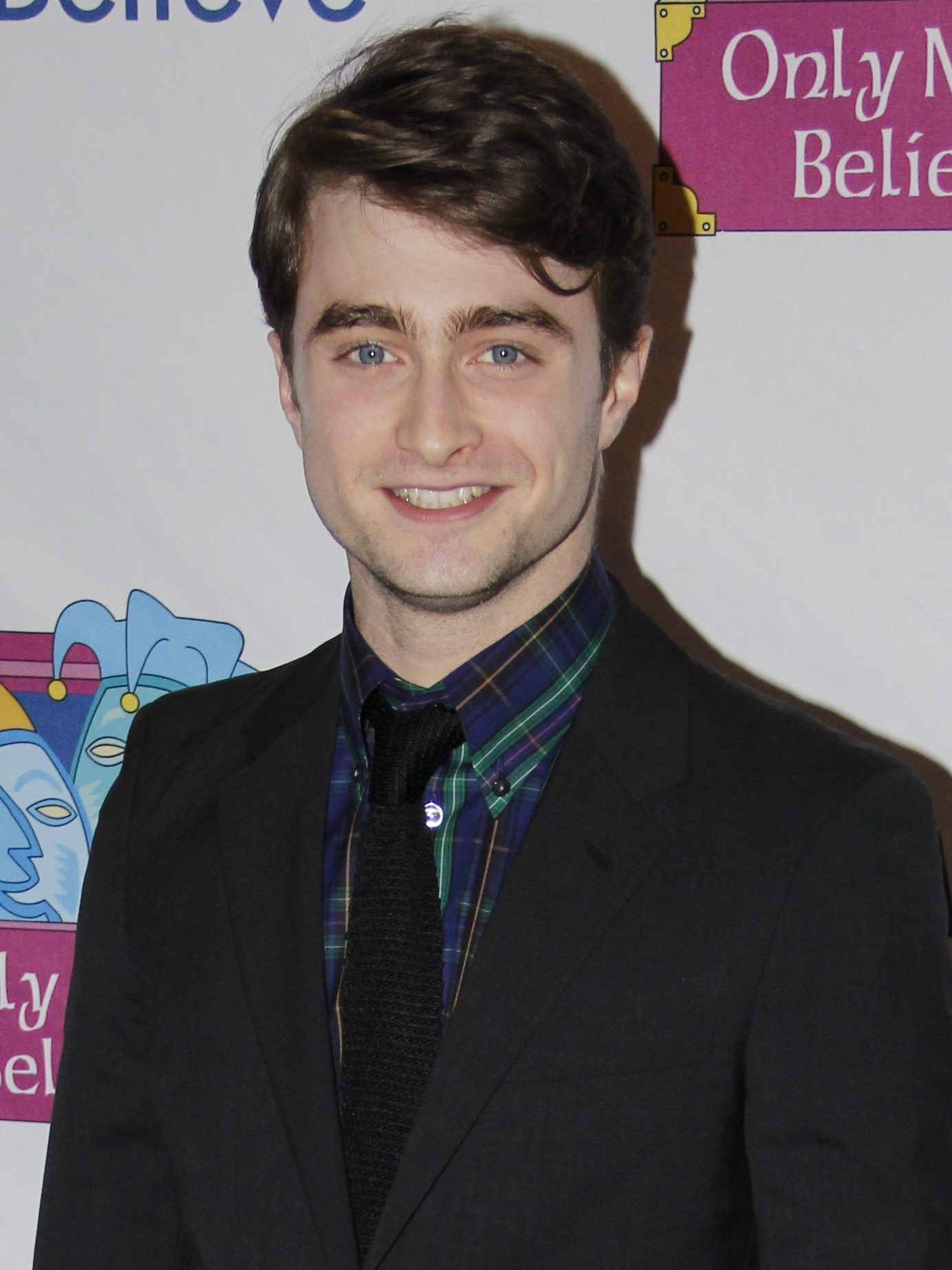
Acteur Daniel Radcliffe (1989)

- Dizzee Rascal (1984), hiphopartiest
- Emily Ratajkowski (1992), fotomodel en actrice
- Rebecca Romero (1980), roeister en wielrenster
- Jemma Redgrave (1965), actrice
- Vanessa Redgrave (1937), filmactrice en politiek activiste (moeder van Natasha Richardson)
- Harry Redknapp (1947), voetbaltrainer en voormalig voetballer
- Eddie Redmayne (1982), model en acteur
- Carol Reed (1906-1976), filmregisseur
- Saskia Reeves (1961), actrice
- Kate Reid (1930-1993), Canadees actrice
- Richard Reid (1973), terrorist
- Ruth Rendell (1930-2015), schrijfster
- Declan Rice (1999), Iers-Engels voetballer
- Natasha Richardson (1963-2009), Brits-Amerikaans actrice
- Alan Rickman  (1946-2016), acteur
- Liam Ridgewell (1984), voetballer
- Freya Ridings (1994), zangeres
- Stella Rimington (1935-2025), directeur-generaal van inlichtingendienst MI5 en auteur
- Charlotte Ritchie (1989), actrice
- Jason Roberts (1978), Grenadiaans-Engels voetballer
- Karen Robinson (1968), Brits-Canadees actrice
- Patrick Robinson (1963), acteur
- John C.G. Röhl (1938-2023), historicus
- Charles Rolls (1877-1910), automobiel- en luchtvaartpionier
- Tom Rosenthal (1996), Belgisch-Israëlisch voetballer
- James Clark Ross (1800-1862), marineofficier en ontdekkingsreiziger
- Christina Rossetti (1830-1894), dichteres en prozaschrijfster
- Dante Gabriel Rossetti (1828-1882), dichter en kunstschilder (prerafaëlieten)
- Marlon Roudette (1983), zanger
- John Ruskin (1819-1900), kunstcriticus, schrijver, dichter en artiest
- Margaret Rutherford (1892-1972), toneel- en filmactrice

## S
- Phia Saban (1998), actrice

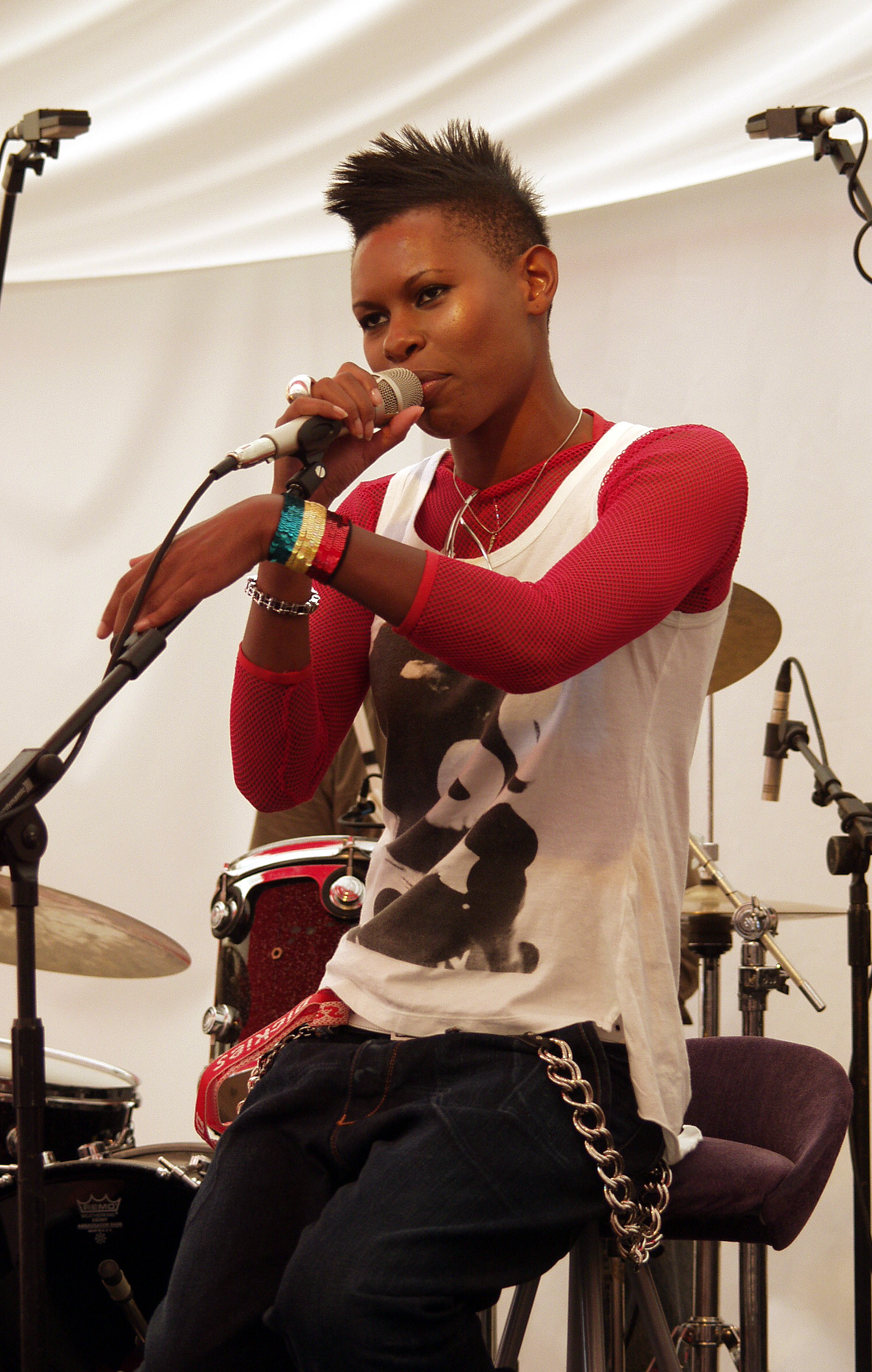
Zangeres Skin (1967)

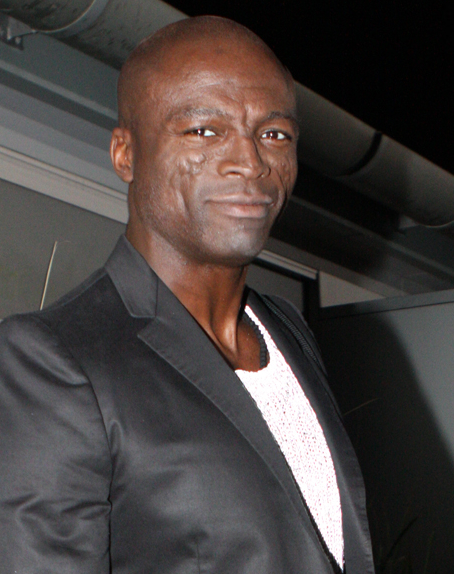
Zanger Seal (1963)

- Oliver Sacks (1933-2015), neuroloog
- Bukayo Saka (2001), voetballer
- Samuel Samuel (1855–1934), zakenman en politicus
- Seal Samuel (1963), zanger
- Louise van Saksen-Coburg en Gotha (1867-1931), prinses
- Sarbel (1981), Grieks-Cypriotisch zanger
- Oliver Scarles (2005), voetballer
- John Schlesinger (1926-2003), filmregisseur
- Simon Sebag Montefiore (1965), historicus, journalist en schrijver
- Jane Seymour (1951), Brits-Amerikaanse actrice
- Andy Serkis (1964), acteur
- Rufus Sewell (1967), acteur
- Helen Shapiro (1946), zangeres
- Richard Bowdler Sharpe (1847-1909), zoöloog
- Ernest Shepard (1879-1976), tekenaar en boekillustrator
- Teddy Sheringham (1966), voetballer en voetbaltrainer
- Charles Scott Sherrington (1857-1952), neurofysioloog en Nobelprijswinnaar (1932)
- William Shockley (1910-1989), Brits-Amerikaans natuurkundige en Nobelprijswinnaar (1956)
- Peter Shelley (1943-2023), popzanger en songwriter
- Tim Simenon (1967), danceproducer
- Jean Simmons (1929-2010), Engels-Amerikaans actrice
- Alexander Sims (1988), autocoureur
- Skin (1967), zangeres (Skunk Anansie)
- Skream (1986), muziekproducent
- Douglas Slocombe (1913-2016), cameraman
- C. Aubrey Smith (1863-1948), acteur
- George Smith (1840-1876), assyrioloog
- Linda Smith (1958-2006), stand-upcomedian
- Mel Smith (1952-2013), cabaretier, schrijver, regisseur en acteur
- Mike Smith (1943-2008), zanger en toetsenist van The Dave Clark Five
- Zadie Smith (1975), schrijfster en hoogleraar
- Peter Solley (1948-2023), toetsenist en producent
- Ann Sophie, Duits zangeres
- Laila Soueif (1956), Egyptisch wiskundige en mensenrechtenactivist
- Sonique (1968), zangeres
- Rafe Spall (1983), acteur
- Timothy Spall (1957), acteur
- Charles Spearman (1863-1945), psycholoog
- Scott Speedman (1975), Canadees acteur
- Djed Spence (2000), voetballer
- Edmund Spenser (ca.1552-1599), dichter
- Jamie Spratling (1978), producer bekend als J Majik
- Jerry Springer (1944-2023), Amerikaans talkshowhost en politicus
- Chris Stamp (1942-2012), cineast en co-manager (met Kit Lambert) van The Who
- John Stanley (1712-1786), componist en organist
- Alvin Stardust (1942-2014), zanger
- Zak Starkey (1965), drummer
- Keir Starmer (1962), premier van het Verenigd Koninkrijk
- Toby Stephens (1969), acteur
- Dujon Sterling (1999), voetballer
- Barrie Stevens (1944), Brits-Nederlands danser, choreograaf, acteur en regisseur
- Paul Stewart (1955), schrijver van kinderboeken
- Rod Stewart (1945), rockzanger
- Rachael Stirling (1977), actrice
- Richard Stone (1913-1991), econoom en Nobelprijswinnaar (1984)
- John Stott (1921-2011), evangelisch theoloog en anglicaans priester
- Elizabeth Stride (1843-1888), derde canonieke slachtoffer Jack the Ripper
- David Suchet (1946), acteur
- Arthur Sullivan (1842-1900), componist
- Kiefer Sutherland (1966), Brits-Canadees acteur
- Tilda Swinton (1960), actrice
- Carrie Symonds (1988), politiek activist en adviseur
- Jack Szostak (1952), Amerikaans bioloog en Nobelprijswinnaar (2009)

## T
- Elaine Tan (1979), actrice

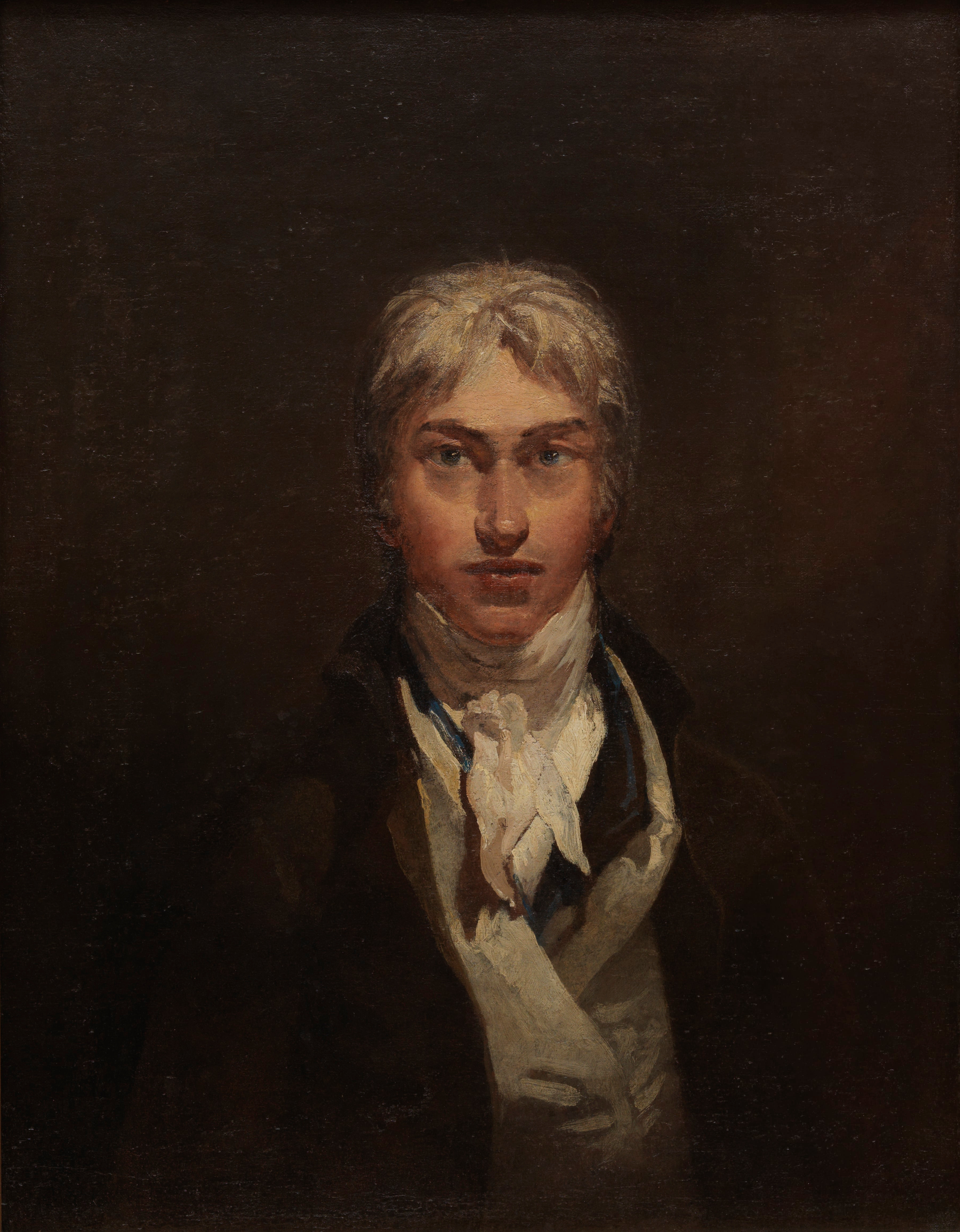
Kunstschilder William Turner (1775-1851)

- Jessica Tandy (1909-1994), Brits-Amerikaans actrice
- Filip Tas (1918-1997), Belgisch fotograaf
- John Tavener (1944-2013), componist
- Noah Taylor (1969), Australisch acteur
- Roberta Taylor (1948-2024), actrice
- Steven Taylor (1986), voetballer
- Sam Taylor-Johnson (1967), filmregisseuse
- Norman Tebbit (1931-2025), politicus
- Natalia Tena (1984), actrice en zangeres
- Josephine Tewson (1931-2022), actrice
- Denis Thatcher (1915-2003), zakenman
- Antonia Thomas (1986), actrice
- Emma Thomas (1970), filmproducent
- Lowell Thomas jr. (1923-2016), filmregisseur, producer en politicus
- Terry-Thomas (1911-1990), acteur
- Richard Thompson, zanger en gitarist
- Teddy Thompson (1976), singer-songwriter
- Frank Thornton (1921-2013), acteur (o.a. bekend als Captain Peacock)
- Mia Threapleton (2000), actrice
- Colin Tilney (1933-2024), klavecinist en muziekpedagoog
- Trevor Tomkins (1941-2022), jazzdrummer
- Steve Peregrin Took (1949-1980), drummer (T. Rex) en singer-songwriter
- Pete Townshend (1946), rockgitarist, -zanger, -songwriter en -componist
- Anthony Trollope (1815-1882), romanschrijver
- Alan Truscott (1925-2005), bridgespeler
- William Turner (1775-1851), kunstschilder
- Twiggy (Leslie Hornby) (1949), supermodel, actrice en zangeres (icoon uit de jaren 1960) (Twiggy Lawson)

## U
- Peter Ustinov (1921-2004), acteur, schrijver en dramaticus

## V

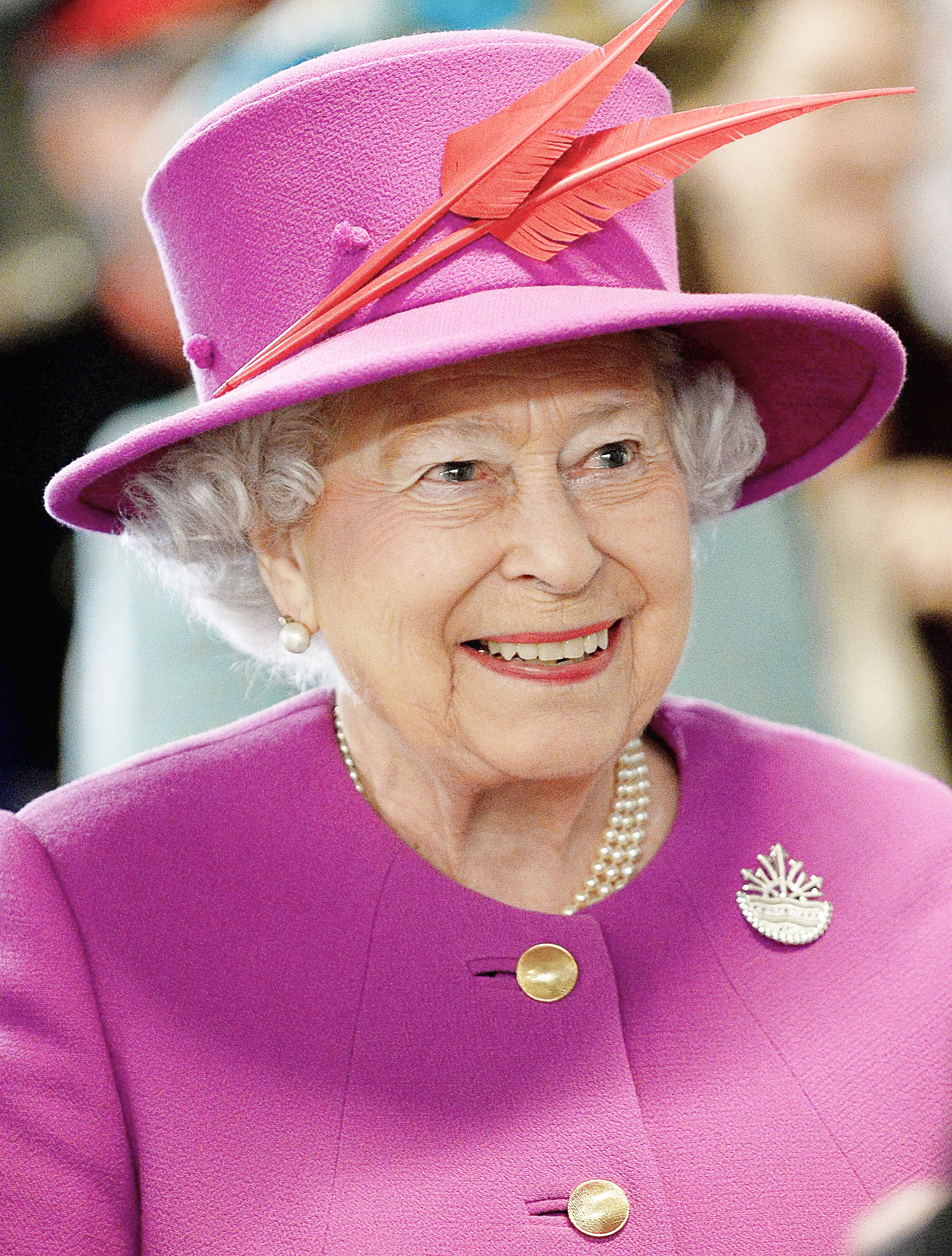
Koningin Elizabeth II (1926-2022)

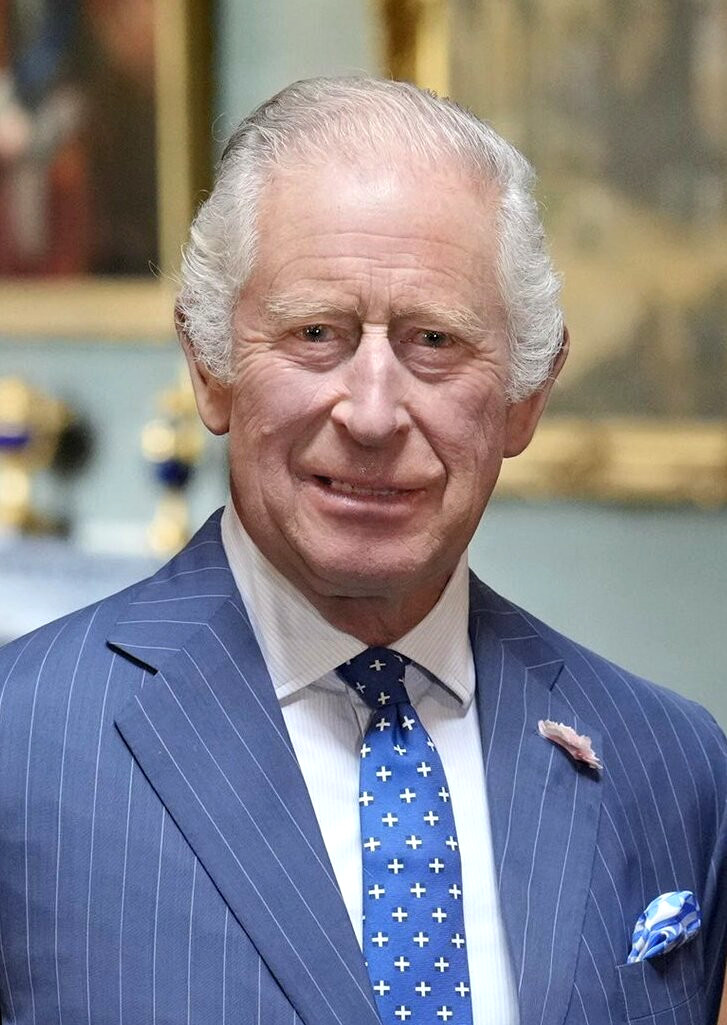
Koning Charles III (1948)

- Terry Venables (1943-2023), voetballer en voetbalcoach
- Christopher Villiers (1960), acteur, filmproducent, filmregisseur en scenarioschrijver
- Charles III van het Verenigd Koninkrijk (1948), koning van het Verenigd Koninkrijk (2022-heden)
- Eduard VII van het Verenigd Koninkrijk (1841-1910), koning van het Verenigd Koninkrijk (1901-1910)
- Elizabeth II van het Verenigd Koninkrijk (1926-2022), koningin van het Verenigd Koninkrijk (1952-2022)
- George III van het Verenigd Koninkrijk (1738-1820), koning van het Verenigd Koninkrijk (1760-1820)
- George IV van het Verenigd Koninkrijk (1762-1830), koning van het Verenigd Koninkrijk (1820-1830)
- George V van het Verenigd Koninkrijk (1865-1936), koning van het Verenigd Koninkrijk (1910-1936)
- Victoria van het Verenigd Koninkrijk (1819-1901), koningin van het Verenigd Koninkrijk (1837-1901)
- Willem IV van het Verenigd Koninkrijk (1765-1837), koning van het Verenigd Koninkrijk (1830-1837)
- Rita Vuyk (1913-1989), Nederlands hoogleraar en psychologe

## W
- Rick Wakeman (1949), toetsenist
- Theo Walcott (1989), voetballer
- Eamonn Walker (1962), acteur
- Joe Walker (1963), filmmonteur
- Nicola Walker (1970), actrice

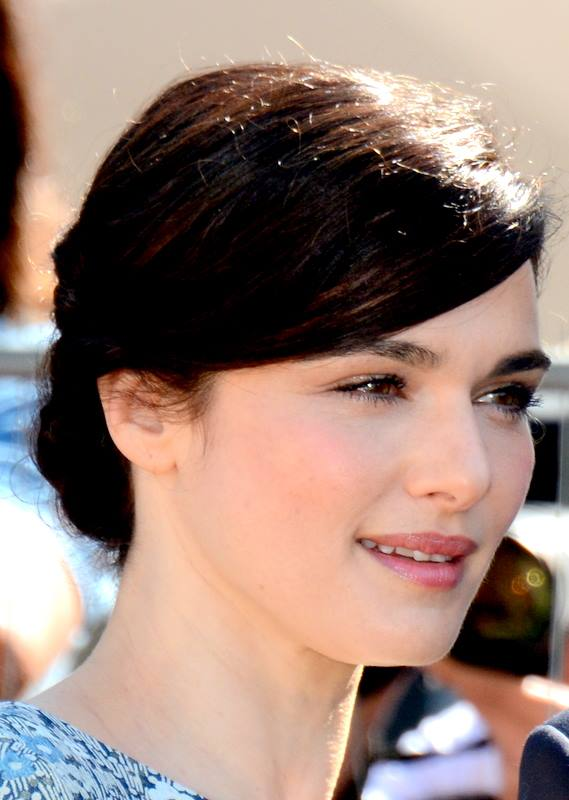
Actrice Rachel Weisz (1971)

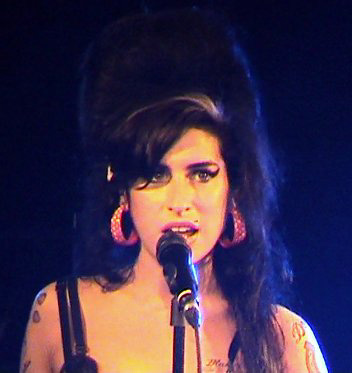
Zangeres Amy Winehouse (1983-2011)

- Anton Walkes (1997-2023), voetballer
- Phoebe Waller-Bridge (1985), actrice, scenarioschrijfster en toneelregisseuse
- Horace Walpole (1717-1797), schrijver, kunsthistoricus en politicus
- Harriet Walter (1950), actrice
- Sophie Ward (1964), actrice
- Emily Watson (1967), actrice
- Danny Webb (1958), acteur
- Karen Webb (1971), televisiepresentatrice
- Jake Weber (1964), acteur
- Thomas Webster (1800-1886), schilder
- Rachel Weisz (1971), actrice
- Keith West (1943), zanger
- Rebecca West (1892-1983), schrijfster
- Samuel West (1966), acteur en theaterdirecteur
- Peter Westbury (1938-2015), autocoureur
- Patrick White (1912-1990), Australisch schrijver en Nobelprijswinnaar (1973)
- Otto Martin Wiedemann (1915-2000), verzetsstrijder
- Shirley Williams (1930-2021), politica
- Richard Williamson (1940-2025), wijbisschop
- Stephen Wiltshire (1974), architecturaal kunstenaar met het savantsyndroom
- Barbara Windsor (1937-2020), actrice
- Edward Windsor (1935), hertog van Kent
- Amy Winehouse (1983-2011), zangeres
- Michael Winner (1935-2013), filmregisseur en voedselcriticus
- Jimmy Winston (1945-2020), gitarist en toetsenist
- Ray Winstone (1957), acteur
- Jason Wong (1986), acteur
- Oliver Wood (1942-2023), cameraman
- Edward Woodward (1930-2009), acteur en zanger
- Sarah Woodward (1963), actrice
- Leonard Woolf (1880-1969), schrijver, essayist en uitgever
- Virginia Woolf (1882-1941), schrijfster en feministe
- Bonnie Wright (1991), actrice
- Joe Wright (1972), filmregisseur
- Richard Wright (1943-2008), toetsenist (Pink Floyd)
- Shaun Wright-Phillips (1981), voetballer
- Lotte Wubben-Moy (1999), voetbalster
- Diana Wynyard (1906-1964), actrice

## Y
- David Yallop (1937-2018), schrijver en onderzoeksjournalist
- Susannah York (1939-2011), film-, televisieactrice en toneelspeelster
- Luke Youngblood (1986), acteur